# AS Roma

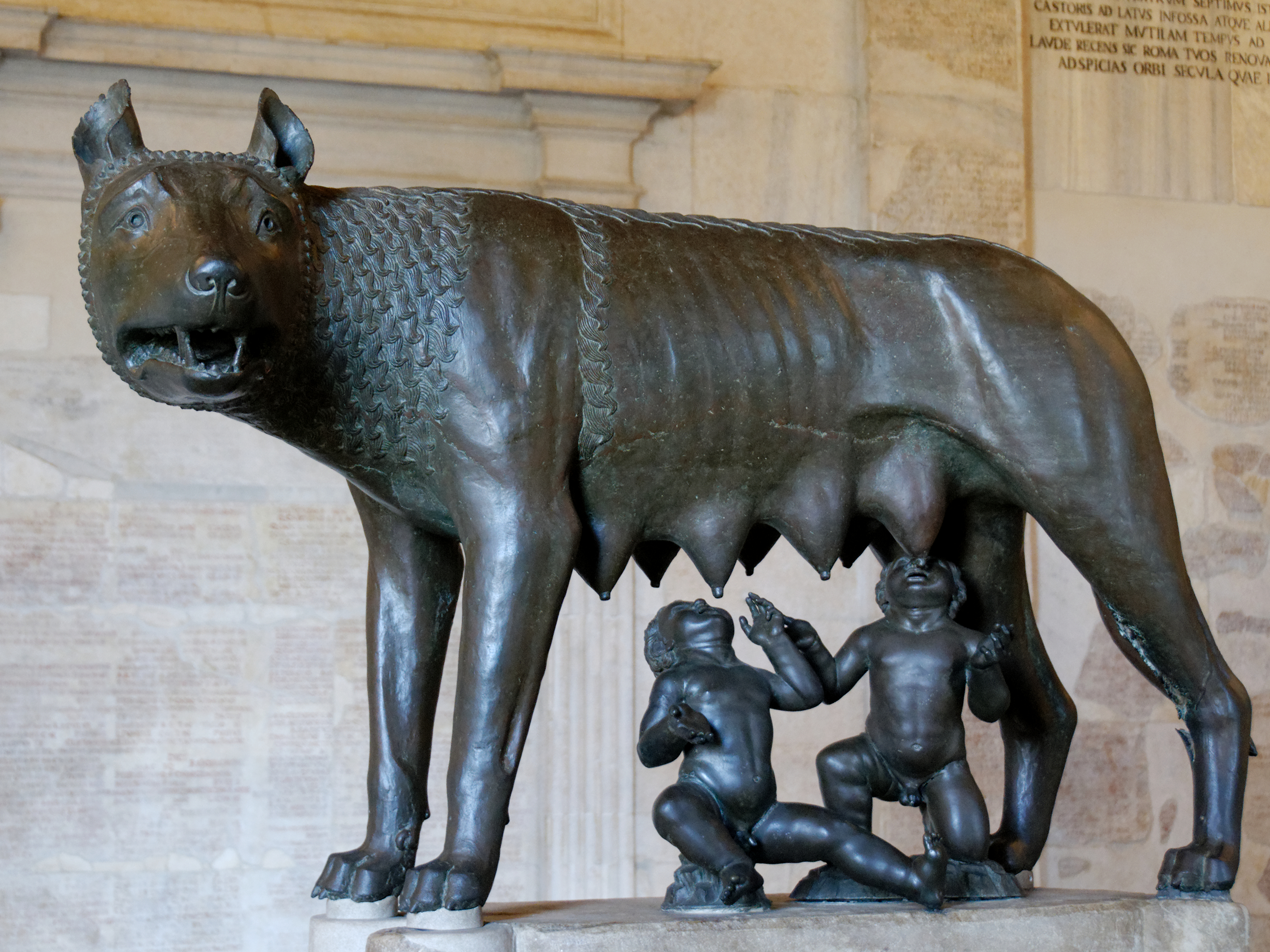
Wilczyca kapitolińska – symbol miasta i klubu.

Associazione Sportiva Roma – włoski klub piłkarski założony 22 lipca 1927 roku w Rzymie jako Associazione Sportiva Roma.
Od sezonu 1952/53 nieprzerwanie występujący w rozgrywkach Serie A. Roma trzykrotnie zdobyła mistrzostwo Włoch w sezonach: 1941/42, 1982/83 i 2000/01, dziewięciokrotnie Puchar Włoch i dwa Superpuchary Włoch. W rozgrywkach międzynarodowych klub zespół zwyciężył w Pucharze Miast Targowych 1960/1961 pokonując w finałowym dwumeczu angielskim Birmingham City F.C. oraz jednokrotnie dotarł do finału Pucharu Mistrzów w sezonie 1983/84, gdzie przegrał z angielskim Liverpoolem F.C. AS Roma to również zwycięzca pierwszej edycji Ligi Konferencji Europy UEFA (wygrana 1:0 z holenderskim Feyenoordem). W tabeli wszech czasów Serie A Roma plasuje się na czwartym miejscu. Magazyn „Forbes” szacuje wartość klubu na 548 milionów dolarów.
Domowe mecze rozgrywane są na Stadio Olimpico mogącym pomieścić 70 634 widzów. Najczęściej występuje w bordowych koszulkach ze złoto-żółtym dodatkiem, białych spodenkach i czarnych getrach. Klub posiada dwa przydomki – „Giallorossi” (Żółto-Czerwoni), „I Lupi” (Wilki) oraz „La Magica” (Magiczna). Od stycznia 2024 trenerem zespołu jest Daniele De Rossi. Funkcę kapitana pełni Lorenzo Pellegrini.
Największymi rywalami klubu są S.S. Lazio i SSC Napoli. Ponadto klub rywalizuje z Juventusem Turyn, Interem Mediolan i A.C. Milan. Kibice klubu mają dobre relacje z fanami Udinese Calcio, US Palermo oraz S.S. Sambenedettese Calcio.

## Historia

### Początki futbolu w Rzymie
Na początku XX wieku, gdy piłka nożna dotarła na Półwysep Apeniński, sytuacja piłkarska w Rzymie przypominała tę z Londynu. Już w 1922 w pierwszej dywizji regionu Lazio występowało osiem klubów ze stolicy kraju: Roman, Juventus, Fortitudo, Alba, Audace, Pro Roma, U.C. Romana i Lazio. Fortitudo weszło do finału mistrzostw krajowych, jednak uległo w nim 0:3 i 2:5 drużynie Pro Vercelli. Niedługo potem doszło do fuzji U.C. Romana i Pro Roma, a z czasem do tychże dwóch dołączyło Fortitudo i nowy twór został nazwany Fortitudo Pro Roma. Rozpadła się drużyna Audace – jej gracze trafili do Alby oraz rozwiązany został także Juventus. W związku z tym w Rzymie działały już tylko cztery kluby: Fortitudo Pro Roma, Alba, Roman i Lazio:
- U.S. Alba[3]. Była to najbogatsza wówczas drużyna Rzymu (piłkarzom płacono stypendia za grę – zawodnicy Alby dostawali najwyższe kwoty spośród rzymskich klubów). Przez wiele lat była zarządzana przez stołecznego przedsiębiorcę Umberto Farnetiego, który potrafił nakłonić do gry w jego zespole takich piłkarzy jak Giovanni Degni, Attilio Corbyons czy Alessandroni.
- F.C. Roman[3]. Roman był klubem elit miejskiej ludności, a jego kibicami byli przedstawiciele najwyższych klas społecznych. Klub swoje mecze rozgrywał na boisku „Due Pini” znajdującym się przy ośrodku tenisowym Tennis Club Parioli. Piłkarze grali w barwach żółto-czerwonych, takich samych jak obecne Romy, które były symbolem arystokracji.
- S.S. Fortitudo[3]. Zespół ten został założony jeszcze w 1908 roku. Występował na różnych obiektach takich jak: „Daini”, „Olmo” czy „Madonna del Riposo”. Najbardziej znanym wychowankiem tego klubu jest Attilio Ferraris, później gracz Romy.

W sezonie 1925/1926 Alba dotarła do finału mistrzostw Włoch, jednak uległa w nim 1:7 i 0:5 Juventusowi.

### Narodziny Associazione Sportiva Roma
Z powodu dominacji klubów Północy nad klubami Południa postanowiono założyć nowy klub w Rzymie. 22 lipca 1927 roku powstała Associazione Sportiva Roma w wyniku fuzji Alby, Roman i Fortitudo. Do fuzji nie przystąpił za to zespół Lazio. Autorami tego pomysłu byli Ulisse Igliori, Vittorio Scialoja i Italo Foschi, sekretarz Narodowej Partii Faszystowskiej. Formalnie nowy klub został zarejestrowany 7 czerwca tego samego roku, a wydarzenie to zostało odnotowane w największych rzymskich dziennikach: Il Tevere, La Tribuna i Il Messaggero. Prezesem klubu został sam Foschi, a barwami klubowymi wybrano kolory czerwony i żółty, czyli te, które używał zespół Roman. Oficjalnym herbem żółto-czerwonych stał się herb miasta Rzym, czyli wilczyca karmiąca Remusa i Romulusa. Natomiast nazwa „Associazione Sportiva”, w języku polskim znacząca dosłownie „towarzystwo sportowe”, powstała na wzór nowo utworzonych klubów w innych miastach Włoch, takich jak Bari, Florencja czy Neapol. Pierwszym stadionem klubu był Motovelodromo Appio.
Jeszcze w tym samym roku nowo powstały zespół pod wodzą angielskiego trenera Williama Garbutta przystąpił do rozgrywek ligowych, w grupie Girone B. W debiutanckim sezonie 1927/1928 zajął 8. pozycję w lidze, wyprzedzając m.in. o 12 lat starsze od siebie AS Livorno Calcio czy o 24 lata Hellas Werona. Jeszcze w tym samym sezonie Roma zdobyła swój pierwszy tytuł: Puchar CONI (obecny Puchar Włoch). W dwóch pierwszych finałowych meczach z Modeną padały remisy 0:0 i 2:2, ale trzecim decydującym spotkaniu „giallorossi” pokonali przeciwników 2:1. Liderem zespołu stał się Attilio Ferraris, były gracz zespołu Fortitudo.
Przed sezonem 1928/1929 do Romy z Interu Mediolan przybył Fulvio Bernardini, który z czasem stał się legendą klubu. Doszło też do zmiany prezesa klubu. Foschi zrezygnował z pełnienia tej funkcji, a jego miejsce zajął Renato Sacerdoti. W nowym sezonie piłkarze Garbutta zajęli 3. miejsce w lidze, a rzymski zespół został wyprzedzony jedynie przez A.C. Milan i Torino Calcio. W 1929 roku, już w sezonie 1929/1930 Roma swoje mecze zaczęła rozgrywać na nowo wybudowanym stadionie Campo Testaccio zaprojektowanym przez Silvio Sensiego, a już 8 grudnia rozegrane zostały pierwsze piłkarskie derby Rzymu, w których Roma zwyciężyła Lazio 1:0. Jedyną bramkę meczu strzelił Rodolfo Volk, w początkowych sezonach czołowy strzelec zespołu. Wcześniej, 13 października rzymianie pokonali US Cremonese aż 9:0 (hat trick Volka) i do tej pory jest to najwyższe zwycięstwo w historii klubu. Przed sezonem nowym tymczasowym trenerem został Guido Baccani, jednak z czasem został zastąpiony przez innego Anglika Herberta Burgessa.

### Lata 30.

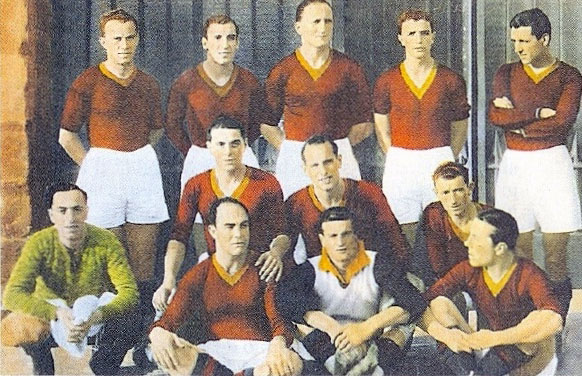
AS Roma 1931/1932

W sezonie 1930/1931 Roma pod wodzą Burgressa osiągnęła kolejny sukces zdobywając wicemistrzostwo Włoch, tracąc 4 punkty do Juventusu, który zdobywał „scudetto” po raz piąty z rzędu. Historycznym wyczynem był ten z dnia 15 marca, gdy „giallorossi” pokonali „Starą Damę” aż 5:0 – dwie bramki zdobył Fulvio Bernardini, a po jednej Rodolfo Volk, Nicola Italo Lombardo i Cesare Augusto Fasanelli. Sam Volk z 30 golami na koncie został pierwszym królem strzelców ligi w barwach „żółto-czerwonych”. Po raz pierwszy Roma wystąpiła w Pucharze Europy Centralnej, czyli pierwszych międzynarodowych rozgrywkach w Europie. W ćwierćfinale okazała się lepsza od Slavii Praga (1:1, 2:1), ale już w półfinale nie sprostała austriackiemu zespołowi First Vienna FC (2:3, 1:3), późniejszemu triumfatorowi rozgrywek.
W sezonie 1931/1932 zespół przejął Austriak Janos Baar i doprowadził go do 3. miejsca w Serie A za Juventusem i Bolonią, ale już w połowie sezonu 1932/1933 został zwolniony z powodu porażki 1:2 w derbach z S.S. Lazio. Były to zresztą pierwsze wygrane derby przez „biancocelestich” w historii. Nowym szkoleniowcem został wówczas Węgier Lajos Kovács. Latem 1933 pomimo sprzeciwu „tifosich” z klubu odszedł Rodolfo Volk, który zasilił szeregi Pisy Calcio. W zamian do zespołu sprowadzono trzech Argentyńczyków zwanych tre moschettieri („trzej muszkieterowie”): pomocnicy Alejandro Scopelli i Andrés Stagnaro oraz napastnik Enrique Guaita, który z czasem po przyjęciu włoskiego obywatelstwa zasilił włoską kadrę. Na koniec sezonu 1933/1934 Roma zajęła 5. miejsce w lidze, a do historii przeszły kolejne derby Rzymu, tym razem wygrane przez „giallorossich” aż 5:0 (trzy gole Ernesta Tommasiego i dwa Fulvia Bernardiniego).
Przed sezonem sezonie 1934/1935 prezes Renato Sacerdoti sprzedał kapitana zespołu, Ferrarisa do odwiecznego rywala Lazio, co spotkało się z krytyką fanów, a w ostateczności rezygnacją ze stanowiska prezesa klubu. W kontrakcie Attilio z drużyną „biancocelestich” istniała klauzula, że piłkarz nie może wystąpić w derbach Rzymu, jednak 18 listopada wystąpił w spotkaniu przeciwko swojej byłej drużynie (1:1), przez co Lazio zapłaciło Romie karę. Pod wodzą nowego prezesa, Vittoria Scialoji, Roma zajęła 4. miejsce w rozgrywkach Serie A, a z rozgrywkami o Puchar Europy Centralnej pożegnała się już po 1/8 finału wygrywając 3:0, a następnie doznając klęski 0:8 z Ferencvárosi TC.
Latem 1935 roku doszło do zmian w Romie. Przybyli dwaj mistrzowie świata 1934 Eraldo Monzeglio z Bolonii i Luigi Allemandi z Ambrosiany. W Afryce wybuchła wojna włosko-abisyńska i wtedy to trzej Argentyńczycy Scopelli, Stagnaro i Guaita uciekli do ojczyzny z obawy przed włączeniem do armii włoskiej i potrzebne były kolejne transfery, w wyniku czego zakupiono m.in. Dantego Di Benedettiego, który w sezonie 1935/1936 został najlepszym strzelcem nowego wicemistrza Włoch. Roma wystąpiła w Pucharze Europy Centralnej, ale udział zakończyła na ćwierćfinale (1:1 i 0:3 ze Spartą Praga).
Sezon 1936/1937 stał pod znakiem kłopotów finansowych i obniżki formy piłkarzy rzymskiego zespołu. Doszło do zmiany prezesa – nowym wybrano Igina Bettiego. W lidze „żółto-czerwoni” zajęli 10. pozycję, a w finale krajowego pucharu ulegli 0:1 zespołowi Genoi. O mistrzostwo kraju walczyło Lazio, jednak to rywal zza miedzy odebrał „biancocelestim” tytuł dwukrotnie wygrywając derby (3:1 na Campo Testaccio i 1:0 na Stadio Nazionale), w efekcie czego Lazio zakończyło rozgrywki 3 punkty za Bolonią. W tamtym sezonie w Romie zadebiutował 17-letni wówczas Amedeo Amadei, który z czasem stał się czołowym piłkarzem zespołu.
W sezonie 1937/1938 Roma rozgrywała mecze na Stadio Flaminio z powodu remontu Campo Testaccio. Nowy szkoleniowiec Guido Ara odprowadził zespół do 6. miejsca w lidze. Latem 1938 Amadei został wypożyczony do Atalanty BC, a do drużyny wrócił Ferraris, który po roku zakończył sportową karierę, podobnie jak inny czołowy zawodnik zespołu Bernardini. Sezon 1939/1940 był ostatnim Romy na swoim stadionie. Doszło do sporych zmian w kadrze zespołu – sprowadzono czterech kolejnych Argentyńczyków: Antonio Campilongo, Miguela Angela Pantó, Francesco Eugenio Provvidente i Cataldo Spitale, a także Amadeiego. W trakcie sezonu doszło też do zmiany na stanowisku pierwszego trenera – Arę zastąpił Austriak Alfréd Schaffer. Po przyłączeniu się Włoch do II wojny światowej część piłkarzy „giallorossich” łączyła grę w piłkę ze służbą wojskową.
Pierwszym piłkarzem Romy, który reprezentował barwy włoskiej reprezentacji był Attilio Ferraris, który zaliczył debiut jeszcze w 1927 roku, a po nim w kadrze zadebiutował Bernardini. W 1934 roku do kadry na Mistrzostwa Świata 1934 powołani zostali Ferraris, Guaita oraz Guido Masetti i Eraldo Monzeglio i tym samym stali się pierwszymi w historii piłkarzami Romy, którzy wywalczyli tytuł mistrza świata. 4 lata później na Mistrzostwach Świata we Francji po tytuł znów sięgnęli Massetti i Monzeglio, ale także Aldo Donati i Pietro Serantoni.

### Lata 40.

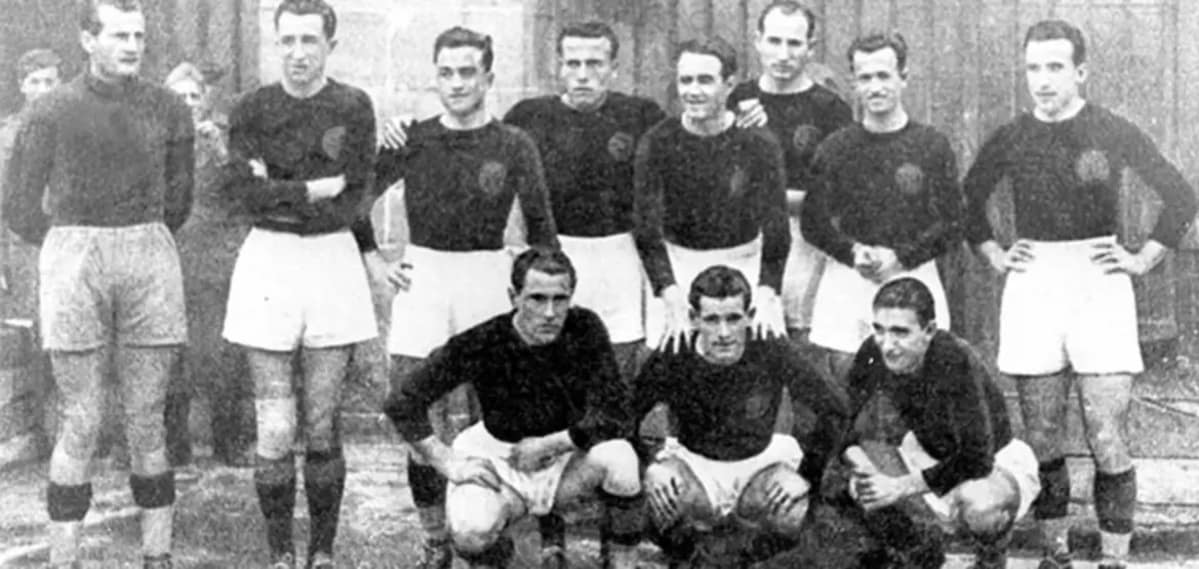
AS Roma 1941/1942

W 1940 roku duży wpływ na rozwój sportu, nie tylko we Włoszech, ale i całej Europie miała wojna światowa. Światowy kryzys dotknął także Romę i z tego też powodu bramkarz klubu, Guido Masetti, opuścił połowę sezonu 1940/1941. W nim z kolei Roma dotarła do finału Pucharu Włoch, w którym nie sprostała drużynie Venezii najpierw remisując 3:3, a w rewanżu przegrywając 0:1. Jednak już rok później, w sezonie 1941/1942 Roma odniosła pierwszy sukces w latach 40., a największy w dotychczasowej 15-letniej historii klubu. 14 czerwca 1942 na Stadio Flaminio pokonała Modenę i po raz pierwszy w historii sięgnęła po tytuł mistrza Włoch. Sukces ten przerósł oczekiwania nie tylko nowego prezesa klubu Edgarda Bazziniego, ale także kibiców klubu. Roma w poprzednim sezonie zajęła dopiero 9. miejsce w Serie A, a latem nie dokonała znaczących transferów – do drużyny przybyli tylko Renato Cappellini z SSC Napoli i Edmondo Mornese z Novary Calcio, a większość graczy sposobiła się do zakończenia kariery (Masetti, Miguel Angel Pantó, Aldo Donati i Giuseppe Bonomi). Czołowymi postaciami zespołu prowadzonego przez urodzonego w Austro-Węgrzech Alfréda Schaffera byli napastnik Amadei (18 goli, wicekról strzelców ligi) oraz skrzydłowi Pantó (12 goli) i Naim Krieziu (6 goli).
W 1943 roku nasiliły się działania wojenne w Europie, toteż sezon 1942/1943 był, jak się później okazało, ostatnim przed przerwą w rozgrywkach. Roma nie odniosła w nim większych sukcesów i jeszcze w trakcie zwolniono autora mistrzostwa kraju, Schaffera, a w jego miejsce zatrudniono Gézę Kértesza. Po sezonie zespół objął Masetti, który pełnił funkcję grającego trenera i poprowadził on zespół w regionalnych mistrzostwach okręgu rzymskiego. W tym czasie kilku zawodników przerwało swoje kariery, a inni, jak np. Pantó powrócili do ojczyzny. „Giallorossi” w osłabionym i składającym się w większości z młodych zawodników pochodzących z Rzymu składzie zajęli w rozgrywkach drugie miejsce za Lazio, a 8 goli w 7 meczach strzelił młody Mario Forlìvesi. W 1945 roku Rzym przeżył dramat, gdy zawodnik ten zmarł na zapalenie opon mózgowo-rdzeniowych.
Pierwszym sezonem po zakończeniu wojny był sezon 1945/1946. Ligę włoską podzielono wówczas na dwie grupy: Północną i Centralno-Południową, a o mistrzostwo kraju w finałowej grupie miało walczyć 8 drużyn (6 z Serie A i 2 z Serie B). Romę prowadził wówczas były piłkarz drużyny Giovanni Degni. Pod jego wodzą klub zajął 3. miejsce w swojej grupie, a w finałowych rozgrywkach zajął miejsce 6. W kolejnych latach Roma spisywała się jednak słabiej. W sezonie 1946/1947 zajęła w Serie A zaledwie 15. miejsce wyprzedzając w tabeli jedynie Fiorentinę, Brescię, Venezię i Triestinę. W sezonie 1947/1948 drużynę szkolił kolejny Węgier, Imre Senkey, który ściągnął do zespołu swojego rodaka, Gyulę Zsengelléra. W trakcie sezonu karierę zakończył obrońca Luigi Brunella i po 26. kolejce ligowej (domowa porażka 0:2 z Bolonią) zastąpił Senkeya. W ostatecznym rozrachunku rzymianie zajęli 17. pozycję w ligowej tabeli. Latem 1948 z zespołu odszedł Amadei, który zasilił szeregi Interu Mediolan. Roma bez swojego czołowego zawodnika poprzednich lat zakończyła sezon na 15. miejscu, a jej kryzys trwał także w roku 1950, kiedy to na koniec sezonu 1949/1950 zakończyła rozgrywki zaledwie z dwupunktową przewagą nad strefą spadkową.

### Lata 50.
W sezonie 1950/1951 pogłębił się kryzys Romy. Do drużyny przybyli trzej szwedzcy piłkarze: pomocnik Sune Andersson, napastnik Stig Sundqvist oraz obrońca Knut Nordahl, brat bardziej znanego Gunnara Nordahla. Zespół najpierw prowadził Adolfo Baloncieri, następnie Pietro Serantoni, a na końcu Guido Masetti. W 38. ligowych kolejkach „giallorossi” zwyciężyli zaledwie w 10 spotkaniach, zremisowali 8 i przegrali aż 20. Zdobywając zaledwie 28 punktów zajęli 19. pozycję (wyprzedzili jedynie Genoę) i po raz pierwszy w historii spadli do Serie B. W drugiej lidze nowym trenerem Romy został Giuseppe Viani. Pod jego wodzą rzymianie wygrali 22 z 38 spotkań i z przewagą jednego punktu nad Brescią Calcio wygrali ligę po roku powracając w szeregi ekstraklasy. W sezonie 1952/1953 Vianiego zastąpił Mario Varglien, a najważniejszymi transferami w letnim oknie transferowym były zakupy reprezentanta Danii, Helge Christiana Bronée, który w całym sezonie strzelił 6 bramek oraz Egista Pandolfiniego. Najlepszym strzelcem zespołu po raz drugi z rzędu został Carlo Galli. Roma zajęła 6. miejsce w lidze.

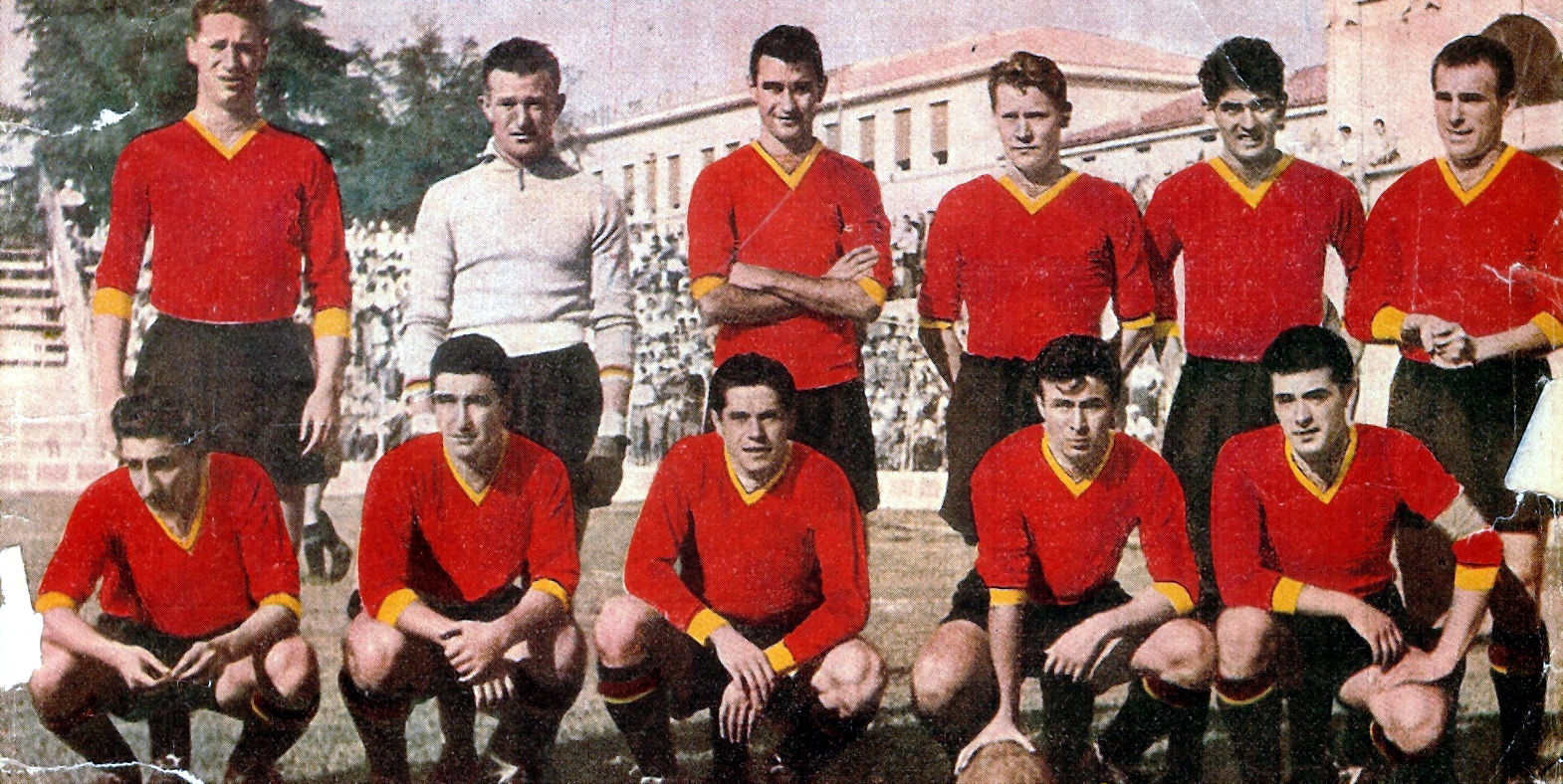
AS Roma 1953/1954

17 maja 1953 roku Roma przeniosła się ze Stadio Flaminio na nowoczesny i większy Stadio Olimpico. Dokonano też hitowego transferu – z Peñarolu Montevideo przybył prawoskrzydłowy Alcides Ghiggia, czołowy gracz reprezentacji Urugwaju, mistrz świata z 1950 i strzelec zwycięskiego gola w finałowym meczu z Brazylią (2:1). Do zespołu trafił też reprezentacyjny bramkarz Giuseppe „Bepi” Moro. Początek sezonu nie był udany dla Romy i po ośmiu kolejkach Vargliena zastąpił angielski szkoleniowiec Jesse Carver, autor mistrzostwa Włoch z Juventusem w 1950 roku. Doprowadził on Romę do 6. miejsca w lidze, a najlepszym strzelcem zespołu okazał się Pandolfini (13 goli).
W sezonie 1954/1955 Carver zajął z Romą 3. pozycję w Serie A. W tabeli rzymian wyprzedził tylko A.C. Milan i Udinese Calcio. Jednym z nowych zawodników stał się Węgier István Nyers, który od razu wywalczył sobie miejsce w wyjściowej jedenastce i strzelił 11 goli będąc drugim strzelcem zespołu po Gallim (12 bramek). W 1955 roku Roma odpadła z rozgrywek o Puchar Europy Centralnej przegrywając w rundzie wstępnej z Vojvodiną Nowy Sad (1:4, 4:5). Po tych spotkaniach zwolniony został Carver, a jego miejsce zajął Węgier György Sárosi. W Serie A najlepszym strzelcem zespołu (13 trafień) został nowy nabytek Brazylijczyk z włoskim paszportem Dino Da Costa. Roma zajęła w lidze 6. miejsce, a sezon 1956/1957 zakończyła na miejscu 14. Da Costa, który 22-krotnie trafiał do siatki rywali został trzecim królem strzelców w historii rzymskiego klubu. Jego partnerem w ataku był Szwed Gunnar Nordahl, który przybył do „Wilków” z Milanu.
W 1957 roku trenerem Romy został kolejny Anglik, Alec Stock. Jednak z powodu nieznajomości języka włoskiego nie potrafił porozumieć się z zawodnikami, w związku z czym w drużynie dochodziło do konfliktów. W trakcie sezonu Stock został zwolniony i został zastąpiony przez kończącego wówczas karierę Nordahla. W ostatecznym rozrachunku „żółto-czerwoni” zajęli 5. miejsce w lidze. W letnim oknie transferowym 1958 do zespołu przeszedł kolejny reprezentant Szwecji Arne Selmosson. Wywalczył sobie miejsce na lewym skrzydle i z 16 golami na koncie był najlepszym strzelcem klubu w sezonu 1958/1959. W trakcie sezonu po raz drugi trenerem Romy został Węgier Sarosi.

### Lata 60.
Przed sezonem 1959/1960 doszło do kolejnych zmian w Romie. Prezes Anacleto Gianni na stanowisku pierwszego trenera zatrudnił Alfreda Foniego, który z Interem Mediolan zdobywał mistrzostwa Włoch w latach 1953 i 1954. Jednym z nowych nabytków został argentyński snajper Pedro Manfredini. Roma zajęła 9. lokatę w Serie, a Pedro był najlepszym strzelcem zespołu (15 bramek). Po raz pierwszy w historii rzymianie wystąpili w istniejącym od roku Pucharze Miast Targowych. W pierwszej rundzie okazali się lepsi od niemieckiego Hannoveru, wygrywając 3:1 i remisując 1:1. W ćwierćfinale trafili na Union Saint-Gilloise, z którym w Belgii przegrali 0:2, a na Stadio Olimpico zremisowali 1:1 i tym samym zespół zakończył swój premierowy udział w europejskich pucharach.
W 1960 roku przed sezonem 1960/1961 Gianni dokonał kolejnego hitu transferowego wykupując z A.C. Milan Urugwajczyka Juana Alberto Schiaffino, drugiego po Ghiggii mistrza świata z 1950. Nowym piłkarzem został także kolejny już Argentyńczyk Francisco Lojacono, który do Romy trafił z Fiorentiny. Z drużyny odszedł natomiast Da Costa, który przeszedł do Atalanty BC. W lidze Roma zajęła 5. miejsce, a w Pucharze Włoch dotarła do ćwierćfinału. Większy sukces osiągnęła jednak w europejskich pucharach. W Pucharze Miast Targowych w pierwszej rundzie zespół trafił na swoich pogromców z poprzedniego sezonu, Union Saint-Gilloise. W wyjazdowym meczu Włosi zremisowali 0:0, a w Rzymie rozgromili rywali 4:1. W ćwierćfinale trafili na 1. FC Köln. W pierwszym meczu Roma wygrała 2:0, w drugim zaś to Niemcy odnieśli zwycięstwo w takim samym stosunku i do awansu którejś z drużyn potrzebny był dodatkowy, trzeci mecz. W nim „giallorossi” zwyciężyli 4:1 i awansowali do półfinału. Potyczka z Hamburger SV także zakończyła się w trzech spotkaniach: najpierw dwa remisy 2:2 i 3:3, a w dodatkowym meczu rzymianie pokonali Niemców aż 6:0 i wywalczyli promocję do finału. W pierwszym spotkaniu z Birmingham City po godzinie prowadzili 2:0 po dwóch golach Manfrediniego, jednak w ostatnich dwunastu minutach Anglicy wyrównali dzięki bramkom Mike’a Hellawella i Bryana Orritta. W rewanżu na Stadio Olimpico Roma nie dała rywalom szans i od 56. minuty prowadziła po samobójczym strzale Briana Farmera, a w 90. minucie rywali dobił Paolo Pestrin i dzięki temu rzymski zespół po raz pierwszy w historii sięgnął po europejski puchar. I dla tego klub został przeniesiony z dalszej części miasta w okolice centrum
Finał Pucharu Miast Targowych 1961
| 27 września 1961 | Birmingham City | 2:2(0:1) | AS Roma | St Andrew’s Stadium, Birmingham Widzów: 21 000 Sędzia: Bobby Davidson |
| 27 września 1961 | Mike Hellawell 78' · Bryan Orritt 85' | 2:2(0:1) | Pedro Manfredini 30', 56' | St Andrew’s Stadium, Birmingham Widzów: 21 000 Sędzia: Bobby Davidson |
| Johnny Schofield – Brian Farmer, Graham Sissons, Terrence Hennessey, Winston Foster – Malcolm Beard, Mike Hellawell – James Bloomfield, James Harris, Bryan Orritt, Bertie Auld; Trener: Gil Merrick | Johnny Schofield – Brian Farmer, Graham Sissons, Terrence Hennessey, Winston Foster – Malcolm Beard, Mike Hellawell – James Bloomfield, James Harris, Bryan Orritt, Bertie Auld; Trener: Gil Merrick |          | Fabio Cudicini – Alfio Fontana, Giulio Corsini, Luigi Guiliano, Giacomo Losi – Sergio Carpanesi, Alberto Orlando – Dino Da Costa, Pedro Manfredini, Antonio Angelillo, Giampaolo Menichelli; Trener: Alfredo Foni | Fabio Cudicini – Alfio Fontana, Giulio Corsini, Luigi Guiliano, Giacomo Losi – Sergio Carpanesi, Alberto Orlando – Dino Da Costa, Pedro Manfredini, Antonio Angelillo, Giampaolo Menichelli; Trener: Alfredo Foni |

Rewanż finału Pucharu Miast Targowych 1961
| 11 października 1961 | AS Roma | 2:0(0:0) | Birmingham City | Stadio Olimpico, Rzym Widzów: 60 000 Sędzia: Pierre Schwinte |
| 11 października 1961 | Brian Farmer (gol samobójczy) 56' · Paolo Pestrini 90' | 2:0(0:0) | | Stadio Olimpico, Rzym Widzów: 60 000 Sędzia: Pierre Schwinte |
| Fabio Cudicini – Alfio Fontana, Giulio Corsini, Paolo Pestrin, Giacomo Losi – Sergio Carpanesi, Alberto Orlando – Francisco Lojacono, Pedro Manfredini, Antonio Angelillo, Giampaolo Menichelli; Trener: Alfredo Foni | Fabio Cudicini – Alfio Fontana, Giulio Corsini, Paolo Pestrin, Giacomo Losi – Sergio Carpanesi, Alberto Orlando – Francisco Lojacono, Pedro Manfredini, Antonio Angelillo, Giampaolo Menichelli; Trener: Alfredo Foni |          | Johnny Schofield – Brian Farmer, Graham Sissons, Terrence Hennessey, Trevor Smith – Malcolm Beard, Mike Hellawell – James Bloomfield, James Harris, Bryan Orritt, James Singer; Trener: Gil Merrick | Johnny Schofield – Brian Farmer, Graham Sissons, Terrence Hennessey, Trevor Smith – Malcolm Beard, Mike Hellawell – James Bloomfield, James Harris, Bryan Orritt, James Singer; Trener: Gil Merrick |

Sezon 1961/1962 przeszedł w Rzymie bez większych sukcesów. Roma pod wodzą Argentyńczyka Luisa Carniglii zajęła 5. miejsce w lidze i dotarła do półfinału Pucharu Włoch. Natomiast w Pucharze Miast Targowych w pierwszej rundzie wylosowała wolny los, a w 1/8 finału nie sprostała angielskiemu Sheffield Wednesday w pierwszym meczu ulegając aż 0:4, a w rewanżu wygrywając skromnie 1:0. Największą gwiazdą stołecznego klubu sezonu 1962/1963 po raz kolejny stał się Manfredini, który zaliczając 19 trafień w Serie A został czwartym w historii królem strzelców w czerwono-żółtej koszulce. Zespół powtórzył osiągnięcie sprzed roku zajmując 5. miejsce. Pod wodzą Carniglii, a następnie Alfredo Foniego lepiej spisał się w PMT. Kolejno eliminował takie zespoły jak Altay Izmir (3:2, 10:1), Real Saragossa (4:2, 1:2) i FK Crvena zvezda (3:0, 0:2). W półfinale los skojarzył rzymian z drużyną Valencii, jednak już w pierwszym meczu Hiszpanie wygrali 3:0, a w rewanżu Roma zwyciężyła tylko 1:0 i odpadła z pucharu, a Valencia w finale pokonała Dinamo Zagrzeb 4:1 po dwumeczu.
Na przełomie lat 1963 i 1964 „giallorossi” spisywali się coraz słabiej w lidze – dopiero 12. pozycja na koniec sezonu. Dużo lepiej piłkarze spisywali się w rozgrywkach pucharowych. Wywalczyli swój pierwszy w historii Puchar Włoch dzięki zwycięstwu 1:0 w dwumeczowym finale z Torino Calcio, a jedynego gola zdobył Bruno Nicolè. W Pucharze Miast Targowych odpadli jednak już w 1/8 finału (3:1 i 0:4 z 1. FC Köln). Z czasem nastał jednak kryzys finansowy w klubie, a piłkarzom obcięto pensje. Z zespołu odszedł Angelo Sormani, który zasilił Sampdorię, a nowym szkoleniowcem został kolejny już Argentyńczyk Juan Carlos Lorenzo, który przybył z rywala zza miedzy, Lazio. Nie polepszył jednak gry drużyny, która zakończyła rozgrywki Serie A na 9. pozycji i po raz kolejny dość szybko odpadła z Pucharu Miast Targowych – w 1/8 finału 1:2, 0:1 z Ferencvárosem. Po sezonie nowy prezes Franco Evangelisti rozpoczął naprawę sytuacji finansowej klubu.
Evangelisti dokonał też zmian personalnych w klubie. Zatrudnił Oronza Pugliesego na miejsce zwolnionego Lorenzo, ale dopuścił do odejścia do Fiorentiny jednego z czołowych zawodników, Giancarla De Sistiego. W sezonie 1965/1966 klub w dalszym ciągu nie osiągnął większych sukcesów. Zajął 8. lokatę w lidze, ale dużym osiągnięciem było pokonanie 1:0 zdobywców Pucharu Mistrzów, Interu Mediolan, prowadzonego przez legendarnego Helenio Herrerę. W sezonie 1966/1967 piłkarze „czerwono-żółtych” również spisali się przeciętnie zajmując 10. miejsce w tabeli ligowej. Latem 1967 Evangelisti dokonał transferów w postaci mistrza świata z Chile Jaira da Costy i młodego Giuliana Taccoli z zespołu Genoi. Pod wodzą Pugliesego Roma nie przezwyciężyła kryzysu po raz drugi z rzędu kończąc sezon na 10. pozycji.
Przełomowym momentem miał być rok 1968. Nowy prezes klubu, Alvaro Marchini, zatrudnił Helenio Herrerę na stanowisku pierwszego trenera, znanego w środowisku piłkarskim jako „Maga”. Helenio zdecydowanie postawił na Fabia Capella, który z czasem stał się jednym z czołowych włoskich piłkarzy. Pierwszym sukcesem nowego szkoleniowca było zdobycie Pucharu Włoch, dzięki wygraniu finałowej grupy z Torino, Cagliari Calcio i Foggią. W trakcie sezonu doszło jednak do tragedii. W grudniu 1968 zauważono zły stan zdrowia Taccoli, jednak badania lekarskie nie wykryły jego przyczyny. Lekarz klubowy Visalli postawił diagnozę o nawrocie kardiologicznej choroby zawodnika, jednak 16 marca 1969 Herrera postanowił wystawić zawodnika w meczu z Cagliari Calcio. Po zakończeniu meczu i udzieleniu wywiadu Giuliano przewrócił się na ziemię i mimo szybkiej reanimacji zmarł. Pogrzeb zawodnika odbył się kilka dni później w bazylice św. Pawła za Murami. Zdobyty kilka miesięcy później puchar zawodnicy zadedykowali zmarłemu Giuliano.

### Lata 70.

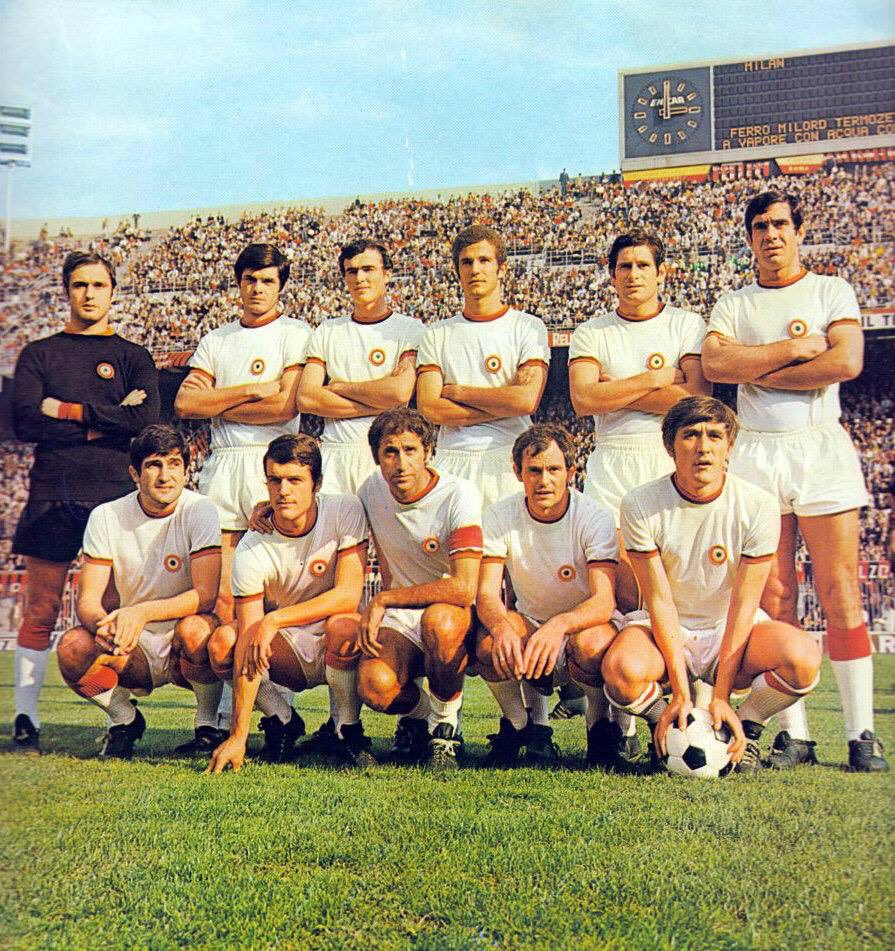
AS Roma 1969/1970

Latem 1969 karierę piłkarską zakończył Giacomo Losi, który obecnie dzierży rekord klubowy pod względem występów w Serie A (386 spotkań). Herrera w lidze nie odniósł sukcesu i doprowadził Romę do 10. pozycji. Po raz pierwszy w swojej historii rzymianie wystąpili w rozgrywkach Pucharu Zdobywców Pucharów. W pierwszej rundzie pokonali północnoirlandzki amatorski Ards Newtownards (0:0, 3:1), a w drugiej dzięki rzutowi monetą awansowali dalej kosztem PSV Eindhoven (1:0, 0:1). W ćwierćfinale na Włochów czekali Turcy z Göztepe AŞ. W Rzymie Roma wygrała 2:0, a w Izmirze padł bezbramkowy remis. W półfinale „giallorossi” trafili na Górnik Zabrze. 1 kwietnia na Stadio Olimpico prowadzenie objęli zabrzanie po strzale Jana Banasia w 28. minucie, jednak w 53. minucie wyrównał z rzutu wolnego Elvio Salvori. Rewanż został rozegrany na Stadionie Śląskim w Chorzowie w obecności około 100 tysięcy widzów. Już w 9. minucie gola zdobył Fabio Capello dobijając swój strzał z rzutu karnego. Do 90. minuty podopieczni Herrery grali pokaz włoskiego catenaccio, jednak w ostatniej minucie sfaulowany w polu karnym został Jerzy Gorgoń, a jedenastkę skutecznie wykorzystał Włodzimierz Lubański. W dogrywce po raz drugi trafił Lubański, a w 120. minucie wyrównał Francesco Scaratti i do rozstrzygnięcia potrzebny był trzeci mecz. Na Stade de la Meinau w Strasburgu w 40. minucie gola zdobył Lubański, a w 57. z rzutu karnego wyrównał Capello. Dogrywka także nie przyniosła awansu żadnej z drużyn i o tym zadecydował rzut monetą i to Górnik znalazł się w finale PZP. Mecze z Górnikiem były zarazem jedynym pojedynkiem Romy z polskim zespołem.
Latem 1970 doszło do wymiany składu w Romie. Zespół opuścili Capello, Fausto Landini i Luciano Spinosi, którzy trafili do Juventusu. Transfery te spowodowały złość i manifestację „tifosich” klubu i w zamian prezes Marchini ściągnął do zespołu takich piłkarzy jak Luis del Sol, Gianfranco Zigoni, Roberto Vieri oraz drugi mistrz świata z 1962 po Jairze, Amarildo. W Serie A rzymianie zajęli 6. pozycję, ale jeszcze w trakcie sezonu Herrera zrezygnował ze stanowiska pierwszego trenera i jego miejsce zajął Luciano Tessari. Latem 1972 Marchiniego zastąpił Gaetano Anzalone, który ponownie namówił Herrerę do prowadzenia klubu. Argentyńczyk wywalczył kolejny sukces – Anglo-Italian Cup (wygrana 3:1 w finale z Blackpool F.C.). W sezonie 1972/1973 „Mag” także poprowadził zespół, jednak 17 grudnia na Stadio Olimpico w spotkaniu z Interem (0:2) doszło do zamieszek, w wyniku których 25 osób zostało rannych. Kibice byli niezadowoleni z wyników zespołu i niedługo potem Herrerę zastąpił Antonio Trebiciani.
W 1973 roku zespół objął Manilo Scopigno, który 3 lata wcześniej zdobył scudetto z Cagliari. W Romie jednak zupełnie nie sprawdził się, a po sześciu ligowych kolejkach zespół zdobył zaledwie 4 punkty. Wówczas Anzalone zatrudnił Nilsa Liedholma, który ostatecznie zajął z klubem 8. miejsce. W sezonie 1974/1975 Szwed jeszcze lepiej ustawił zawodników, że ci do przedostatniej kolejki walczyli o mistrzostwo kraju, ostatecznie tracąc 2 punkty do SSC Napoli i 4 do Juventusu. W sezonie 1975/1976 „wilki” wystąpiły w Pucharze UEFA (następcy Pucharu Miast Targowych), a swój udział zakończyły w nim po 1/8 finału dwukrotnie ulegając 0:1 Club Brugge. W sezonie 1976/1977 Nils przebudował zespół. Do Lazio odszedł Franco Cordova, a w pierwszym składzie coraz więcej zaczęli grywać młodzi wychowankowie klubu Agostino Di Bartolomei i Bruno Conti. Zarówno w 1977, jak i 1978 rzymianie zajmowali 8. pozycję w lidze, a w tym drugim przypadku już pod wodzą trenera Gustava Giagnoniego. W 1979 roku było to miejsce 10., pomimo że do zespołu trafił Roberto Pruzzo z Genoi, a szkoleniowcem został Ferruccio Valcareggi, były selekcjoner „Squadra Azzurra”.

### Lata 80.
W sezonie 1979/1980 nowym prezesem Romy został Dino Viola. Jego pierwszymi posunięciami było zatrudnienie Nilsa Liedholma na stanowisku pierwszego szkoleniowca zespołu i ściągnięcie do zespołu 20-letniego wówczas Carla Ancelottiego z Parmy. Liedholm doprowadził zespół do kolejnego sukcesu, jakim było zdobycie Pucharu Włoch. Roma pokonała Torino po rzutach karnych, a największy udział w tym miał bramkarz Franco Tancredi, który tym występem wywalczył sobie pewne miejsce w wyjściowej jedenastce. W lidze rzymianie zajęli 7. pozycję, głównie z powodu afery korupcyjnej i ukaraniu Milanu i Lazio. Latem 1980 do zespołu ściągnięto reprezentanta Brazylii Falcão. Liedholm prowadził zespół coraz lepiej i na koniec sezonu 1980/1981 wywalczył wicemistrzostwo Włoch tracąc dwa punkty do Juventusu. O mistrzostwie zadecydował jednak mecz z turyńczykami, w którym sędzia Paolo Bergamo nie uznał prawidłowo zdobytego gola przez obrońcę Maurizia Turonego. Ten sam arbiter rok wcześniej był uwikłany w aferę „calciopoli”. Indywidualnym sukcesem Roberta Pruzza był tytuł króla strzelców (18 goli). W czerwcu do wicemistrzostwa „giallorossi” dołożyli drugi z rzędu krajowy puchar i po raz drugi z rzędu pokonali po serii rzutów karnych Torino. Natomiast w Pucharze Zdobywców Pucharów rzymianie niespodziewanie odpadli już w pierwszej rundzie przegrywając z NRD-owskim FC Carl Zeiss Jena (3:0, 0:4).
W sezonie 1981/1982 Roma znów należała do czołówki ligowej. Kolejny raz wysoką skutecznością popisał się Pruzzo, który uzyskując 15 trafień znów był najlepszym strzelcem Serie A. Wraz z kolegami z drużyny znów zajął miejsce na podium, ale tym razem „żółto-czerwoni” stracili 7 punktów do drugiej Fiorentiny i 8 do mistrzowskiego Juventusu. Przygoda z Pucharem Zdobywców Pucharów dla rzymian zakończyła się w ćwierćfinale. Najpierw wyeliminowali oni północnoirlandzką Ballymenę United (2:0, 4:0), jednak właśnie w 1/4 finału odpadli po meczach z FC Porto (0:2, 0:0). Bardziej obfity w sukcesy sezon dopiero jednak nadszedł. W 1983 roku po raz pierwszy od 41 lat stołeczni piłkarze pod wodzą Liedholma sięgnęli po tytuł mistrzowski. W 30 kolejkach zdobyli wygrali 16 spotkań, a łącznie zdobyli 43 punkty, o 4 więcej od Juve i o 5 od trzeciego Interu. W lidze ponieśli tylko 3 porażki – 0:1 z Sampdorią, oraz dwie po 1:2 z Juventusem. W Pucharze UEFA podopieczni szwedzkiego szkoleniowca dotarli do ćwierćfinału, gdzie musieli uznać wyższość kolejnej portugalskiej drużyny, SL Benfica (1:2, 1:1).
W sezonie 1982/1983 Roma uzyskała tylko 2 punkty mniej w Serie A od Juventusu i zawodnicy musieli się zadowolić wicemistrzostwem Włoch. Po raz trzeci w ciągu pięciu lat „żółto-czerwoni” sięgneli po krajowy puchar, tym razem w finale wygrywając z zespołem Hellas Werona (1:0, 1:1). Jako mistrz Włoch wystąpili po raz pierwszy w historii w Pucharze Europy. W pierwszej rundzie natrafili na szwedzki IFK Göteborg, jednak awans praktycznie zapewnili sobie po pierwszym meczu wygrywając 3:0. Rewanż był formalnością i mistrz Szwecji wygrał w Göteborgu tylko 2:1. W 1/8 finału rywalem Romy zostali Bułgarzy z CSKA Sofia. Rzymianie zarówno na własnym stadionie, jak i na wyjeździe, wygrali po 1:0 awansując tym samym do 1/4 finału. Tam rywalem Włochów było Dynamo Berlin, mistrz NRD, który w Rzymie poległ przegrywając 0:3, a u siebie wygrał zaledwie 2:1. Dużo bardziej dramatyczny przebieg miał dwumecz półfinałowy, w którym Roma zmierzyła się ze szkockim Dundee United. W Szkocji rzymianie ponieśli porażkę 0:2, jednak na Stadio Olimpico po pierwszej połowie prowadzili 2:0 po dwóch trafieniach Pruzzo, a w 58. minucie trzeciego gola zdobył Agostino Di Bartolomei i dzięki zwycięstwu 3:0 awansowali do finału Pucharu Europy. Finał z zespołem Liverpoolu odbył się na Stadio Olimpico, który miał być atutem Romy. W 13. minucie spotkania Franco Tancredi odbił się od napastnika „The Reds” Ronnie Whelana i wypuścił piłkę z rąk. Obrońca Michele Nappi niefortunnie jednak wybił futbolówkę wprost w golkipera Romy, a ta trafiła do Phila Neala, który zdobył gola strzałem do pustej bramki. Roma atakowała by doprowadzić do remisu i w 42. minucie Pruzzo, lobując Bruce’a Grobbelaara, wyrównał. Kolejne minuty, jak i dogrywka nie przyniosły rozstrzygnięcia i o wyniku meczu miały zdecydować rzuty karne. Po pierwszej serii było 1:0 dla Romy – Steve Nicol trafił nad bramką, a Di Bartolomei pokonał Grobbelaara. W drugiej serii Phil Neal wyrównał, a Bruno Conti posłał swój strzał, podobnie jak Nicol, nad bramką. Kolejne strzały Graeme Sounessa, Ubalda Righettiego i Iana Rusha lądowały w bramce i wtedy do piłki podszedł Francesco Graziani. Grobbelaar rozpoczął tańce na linii bramkowej i wytrącił napastnika Romy z równowagi – piłka trafiła w poprzeczkę i wyszła w trybuny. Liverpoolowi wystarczyło pewne wykonanie karnego przez Alana Kennedy’ego i Anglicy po raz czwarty w historii sięgnęli po Puchar Europy.
Finał Pucharu Europy Mistrzów Krajowych 1983/84
| 30 maja 1984 | Liverpool F.C. | 1:1 k. 4:2(1:1, k. 4:2) | AS Roma | Stadio Olimpico Rzym Widzów: 69 693 Sędzia: Erik Fredriksson (Szwecja) |
| 30 maja 1984 | Phil Neal 13' | 1:1 k. 4:2(1:1, k. 4:2) | Roberto Pruzzo 42' | Stadio Olimpico Rzym Widzów: 69 693 Sędzia: Erik Fredriksson (Szwecja) |
| 30 maja 1984 | · Steve Nicol · Phil Neal · Graeme Souness · Ian Rush · Alan Kennedy | Rzuty karne             | · Agostino Di Bartolomei · Bruno Conti · Ubaldo Righetti · Francesco Graziani | Stadio Olimpico Rzym Widzów: 69 693 Sędzia: Erik Fredriksson (Szwecja) |
| Bruce Grobbelaar – Phil Neal, Mark Lawrenson, Alan Hansen, Alan Kennedy – Craig Johnston ('72 Steve Nicol), Sammy Lee, Graeme Souness, Ronnie Whelan – Kenny Dalglish ('94 Michael Robinson), Ian Rush Trener: Joe Fagan | Bruce Grobbelaar – Phil Neal, Mark Lawrenson, Alan Hansen, Alan Kennedy – Craig Johnston ('72 Steve Nicol), Sammy Lee, Graeme Souness, Ronnie Whelan – Kenny Dalglish ('94 Michael Robinson), Ian Rush Trener: Joe Fagan |                         | Franco Tancredi – Michele Nappi, Dario Bonetti, Ubaldo Righetti, Sebastiano Nela – Agostino Di Bartolomei, Falcão, Toninho Cerezo ('115 Mark Strukelj); Bruno Conti, Roberto Pruzzo ('64 Odoacre Chierico), Francesco Graziani. Trener: Nils Liedholm | Franco Tancredi – Michele Nappi, Dario Bonetti, Ubaldo Righetti, Sebastiano Nela – Agostino Di Bartolomei, Falcão, Toninho Cerezo ('115 Mark Strukelj); Bruno Conti, Roberto Pruzzo ('64 Odoacre Chierico), Francesco Graziani. Trener: Nils Liedholm |

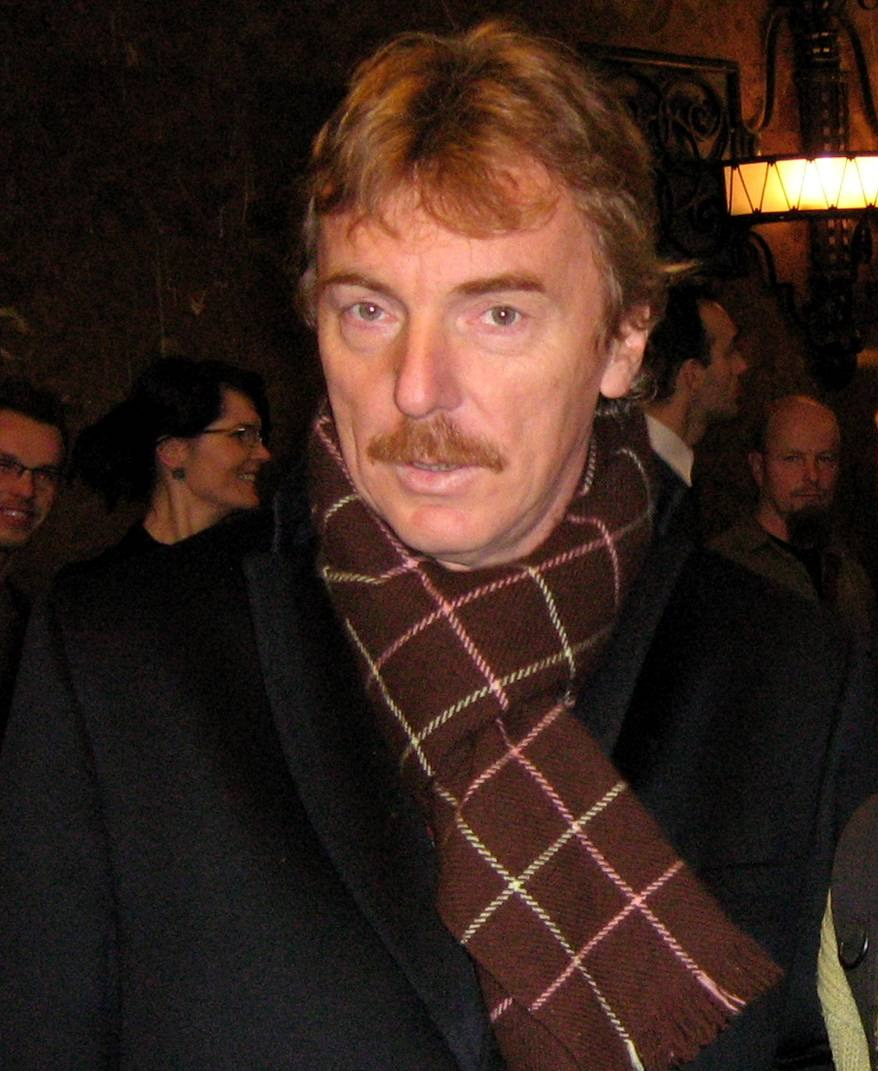
Zbigniew Boniek – pierwszy Polak w Romie

Po przegranym finale Pucharu Europy z pracy zrezygnował Nils Liedholm. Jego miejsce w Romie zajął rodak Sven-Göran Eriksson, który zdobył dwa tytuły mistrza Portugalii z Benficą. Zarówno w lidze (7. miejsce), jak i Pucharze Włoch (1/8 finału) nie odniósł on sukcesu. W Pucharze Zdobywców Pucharów natomiast Roma wyeliminowała najpierw Steauę Bukareszt (1:0, 0:0), a następnie walijski Wrexham A.F.C. (1:0, 2:0). Odpadła jednak w ćwierćfinale w pierwszym meczu przegrywając aż 1:4 z Bayernem Monachium (w rewanżu padł remis 0:0). Latem 1985 do Romy ściągnięto z Juventusu Zbigniewa Bońka, który miał stać się liderem drugiej linii zespołu. Piłkarze pod wodzą Erikssona początkowo zajmowali 9. miejsce w Serie A, jednak z czasem zaczęli wygrywać kolejne mecze, w tym 3:0 z Juventusem. W ostatnich dwóch kolejkach „giallorossi” podejmowali zdegradowane już US Lecce i Calcio Como. Z tymi pierwszymi niespodziewanie ulegli u siebie 2:3, a z Como ponieśli porażkę 0:1 i ostatecznie przypadło im wicemistrzostwo Włoch. Na pocieszenie Bońkowi i jego kolegom pozostał wygrany Puchar Włoch (1:2, 2:0 w finale z Sampdorią) oraz trzeci tytuł króla strzelców dla Pruzzo. Eriksson w Romie pracował jeszcze przez jeden sezon – 1986/1987, ale już na dwie kolejki przed końcem zastąpił go były gracz klubu, Angelo Sormani. W Serie A Roma zajęła 7. lokatę, a z Pucharu Zdobywców Pucharów odpadła już w 1/6 finału (2:0, 0:2 i porażka w serii rzutów karnych z Realem Saragossa).
Przed sezonem 1987/1988 doszło do zmian personalnych. Nowym szkoleniowcem po raz kolejny został Liedholm, a do klubu sprowadzono piłkarza Lazio, Lionella Manfredonię. Jego transfer wywołał początkowo protesty u „tifosich” Romy z powodu udziału w aferze korupcyjnej „calciopoli”. Liedholm doprowadził Romę do 3. pozycji w tabeli za Milanem i SSC Napoli. Po sezonie z klubu odeszli Boniek i Pruzzo, a w ich miejsce zakupiono Ruggiera Rizzitellego z AC Cesena, Brazylijczyków Andradego i Renato Gaúcho oraz wypożyczono Daniele Massaro z Milanu. Grając nowym składem „giallorossi” zajęli 7. miejsce, a w Pucharze UEFA zostali wyeliminowani w 1/8 finału przez Dynamo Drezno (0:2, 2:2). W trakcie sezonu obwiązki trenerskie Liedholma przejął Luciano Spinosi. Najlepszym strzelcem zespołu po raz drugi z rzędu został pomocnik Giuseppe Giannini.

### Lata 90.
W nową dekadę lat 90. Romę wprowadził nowy trener Luigi Radice. W sezonie 1989/1990 nie osiągnął jednak większych sukcesów. Zajął 6. miejsce w lidze, a z Pucharu Włoch rzymianie zostali wyeliminowani w półfinale przez Juventus przegrywając 0:2 i wygrywając 3:2. Po roku pracy Radice został zwolniony, a Dino Viola zatrudnił 47-letniego wówczas Ottavia Bianchiego. Doszło też do zmian w składzie. Legenda klubu Bruno Conti zakończył sportową karierę, a drużynę wzmocniono Amedeo Carbonim z Parmy i Brazylijczykiem Aldairem z Benfiki. W trakcie sezonu u bramkarza Angela Peruzziego i napastnika Andrei Carnevale wykryto niedozwolone substancje i ukarano ich roczną dyskwalifikacją (tzw. afera Lipopill). W maju Bianchi doszedł z Romą do finału Coppa Italia, w którym jego podopieczni okazali się lepsi od zawodników Sampdorii. Wygrywając 3:1 i remisując 1:1 zdobyli to trofeum. W 1. rundzie Pucharu UEFA rzymianie poradzili sobie z Benficą, dwukrotnie zwyciężając 1:0. W 1/16 finału natrafili na Valencię i po remisie 1:1 wygrali na własnym stadionie 2:1 awansując do dalszej rundy. W 1/8 finału najpierw rozgromili 5:0, następnie wygrali 2:0 z Girondins Bordeaux by w ćwierćfinale wykazać wyższość nad belgijskim Anderlechtem (3:0, 3:2). Zarówno w pierwszym meczu z Bordeaux, jak i Andrlechtem Niemiec Rudi Völler zdobywał hat trick. Roma przebrnęła także fazę półfinałową uzyskując remis 0:0 i zwycięstwo 2:1 z Brøndby IF (w 88. minucie decydujący gol Völlera, który z 10 golami był królem strzelców Pucharu UEFA). W finale na rzymian czekał rywal z północy kraju, Inter. W 55. minucie meczu na San Siro Lothar Matthäus wykorzystał rzut karny po faulu Antonia Comiego na Nicoli Bertim, a 10 minut później po rajdzie Jürgena Klinsmanna wynik na 2:0 ustalił Berti. W rewanżu na Stadio Olimpico już w 6. minucie Ruggiero Rizzitelli trafił w słupek, ale Giovanni Trapattoni ustawił zespół defensywnie i Roma nie potrafiła znaleźć sposobu na zdobycie gola. Dopiero w 81. minucie Rizzitelli pokonał Waltera Zengę, ale „giallorossi” nie zdołali wyrównać stanu dwumeczu i Puchar UEFA pojechał do Mediolanu.
Pierwszy mecz finał Pucharu UEFA 1990/91
| 8 maja 1991 | Inter Mediolan | 2:0(0:0) | AS Roma | San Siro, Mediolan Widzów: 68 887 Sędzia: Aleksy Spirin |
| 8 maja 1991 | Lothar Matthäus 55' (rzut karny) · Nicola Berti 67' | 2:0(0:0) | | San Siro, Mediolan Widzów: 68 887 Sędzia: Aleksy Spirin |
| Walter Zenga – Giuseppe Bergomi, Andreas Brehme, Sergio Battistini, Riccardo Ferri – Antonio Paganin ('65 Giuseppe Baresi), Alessandro Bianchi, Nicola Berti, Lothar Matthäus – Jürgen Klinsmann, Aldo Serena ('90 Fausto Pizzi) Trener: Giovanni Trapattoni | Walter Zenga – Giuseppe Bergomi, Andreas Brehme, Sergio Battistini, Riccardo Ferri – Antonio Paganin ('65 Giuseppe Baresi), Alessandro Bianchi, Nicola Berti, Lothar Matthäus – Jürgen Klinsmann, Aldo Serena ('90 Fausto Pizzi) Trener: Giovanni Trapattoni |          | Giovanni Cervone – Antonio Tempestilli, Sebastiano Nela, Thomas Berthold, Aldair ('72 Amedeo Carboni) – Antonio Comi ('75 Roberto Muzzi), Manuel Gerolin, Fabrizio Di Mauro, Giuseppe Giannini – Rudi Völler, Ruggiero Rizzitelli Trener: Ottavio Bianchi | Giovanni Cervone – Antonio Tempestilli, Sebastiano Nela, Thomas Berthold, Aldair ('72 Amedeo Carboni) – Antonio Comi ('75 Roberto Muzzi), Manuel Gerolin, Fabrizio Di Mauro, Giuseppe Giannini – Rudi Völler, Ruggiero Rizzitelli Trener: Ottavio Bianchi |

Rewanż finał Pucharu UEFA 1990/91
| 8 maja 1991 | AS Roma | 1:0(0:0) | Inter Mediolan | Stadio Olimpico, Rzym Widzów: 70 901 Sędzia: Joël Quiniou |
| 8 maja 1991 | Ruggiero Rizzitelli 81' | 1:0(0:0) | | Stadio Olimpico, Rzym Widzów: 70 901 Sędzia: Joël Quiniou |
| Giovanni Cervone – Antonio Tempestilli ('57 Fausto Salsano), Manuel Gerolin, Thomas Berthold, Aldair – Sebastiano Nela, Stefano Desideri ('69 Roberto Muzzi), Fabrizio Di Mauro, Giuseppe Giannini – Rudi Völler, Ruggiero Rizzitelli Trener: Ottavio Bianchi. | Giovanni Cervone – Antonio Tempestilli ('57 Fausto Salsano), Manuel Gerolin, Thomas Berthold, Aldair – Sebastiano Nela, Stefano Desideri ('69 Roberto Muzzi), Fabrizio Di Mauro, Giuseppe Giannini – Rudi Völler, Ruggiero Rizzitelli Trener: Ottavio Bianchi. |          | Walter Zenga – Giuseppe Bergomi, Andreas Brehme, Sergio Battistini, Riccardo Ferri – Antonio Paganin, Alessandro Bianchi, Nicola Berti, Lothar Matthäus – Jürgen Klinsmann, Fausto Pizzi ('67 Andrea Mandorlini) Trener: Giovanni Trapattoni. | Walter Zenga – Giuseppe Bergomi, Andreas Brehme, Sergio Battistini, Riccardo Ferri – Antonio Paganin, Alessandro Bianchi, Nicola Berti, Lothar Matthäus – Jürgen Klinsmann, Fausto Pizzi ('67 Andrea Mandorlini) Trener: Giovanni Trapattoni. |

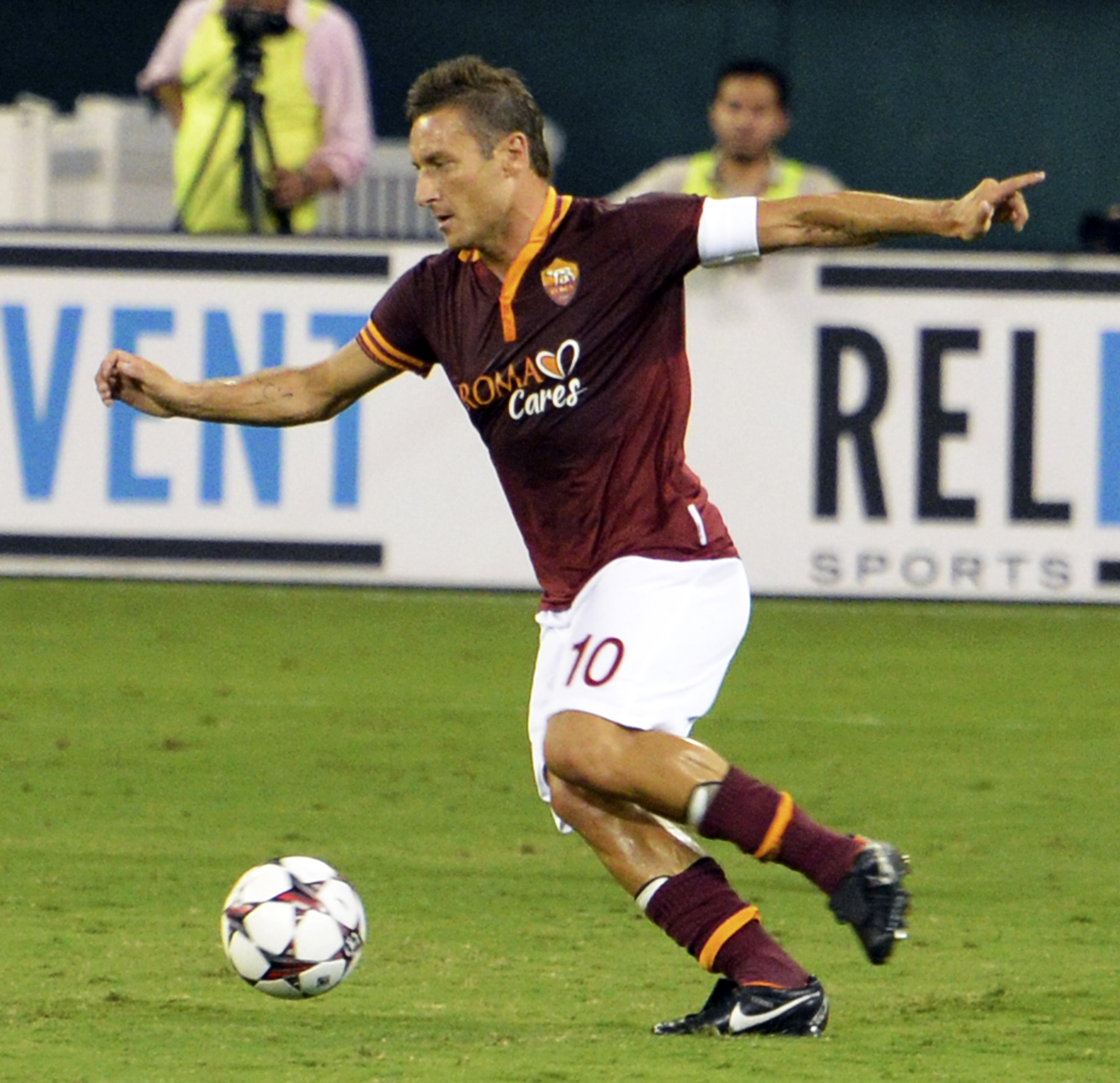
Francesco Totti – kapitan Romy od 1998 roku

W 1991 roku nowym prezesem został Giuseppe Ciarrapico. Do klubu ściągnięto Thomasa Häßlera, trzeciego po Völlerze i Thomasie Bertholdzie mistrza świata z 1990. W lidze włoskiej Roma zajęła 5. miejsce, a sukcesu nie osiągnęła ani w Pucharze Włoch, ani w Pucharze Zdobywców Pucharów. W tym ostatnim wyeliminowała CSKA Moskwa (2:1, 0:1) i fiński FC Ilves Tampere (1:1, 2:5), ale odpadła w ćwierćfinale z AS Monaco (0:0, 0:1). Po sezonie odszedł trener Bianchi, a prezes Ciarrapico zatrudnił utytułowanego Serba Vujadina Boškova. Z Romy odszedł także Völler, który zasilił skład Olympique Marsylia, a w jego miejsce zakupiono Claudia Caniggię z Atalanty BC. „Giallorossich” zasilił też rodak Boškova, Siniša Mihajlović ze Crvenej Zvezdy Belgrad. 28 marca 1993 w Serie A zadebiutował 16-letni Francesco Totti, późniejsza gwiazda zespołu. W lidze piłkarze zajęli dopiero 10. miejsce. Lepiej poszło w Pucharze Włoch, gdyż dotarli do finału, ale musieli uznać wyższość Torino (0:3, 5:2). Wystąpili także w rozgrywkach Pucharu UEFA. W pierwszej rundzie pokonali FC Wacker Innsbruck (4:1, 1:0), w drugiej Grasshoppers Zurych (3:0, 3:4), w 1/8 finału Galatasaray SK (3:1, 2:3), a w ćwierćfinale ulegli Borussii Dortmund (1:0, 0:2).
Latem 1993 na doszło do zmiany na stanowisku prezesa – Ciarrapico zastąpił Franco Sensi. Jednym z pierwszych posunięć było zatrudnienie na stanowisku pierwszego trenera byłego piłkarza Romy, Carla Mazzonego. Nowym piłkarzem został Argentyńczyk Abel Balbo, który już w swoim pierwszym sezonie został najlepszym strzelcem klubu z 12 golami. Mazzone nie osiągnął jednak sukcesu z Romą i zajął 7. pozycję w Serie A. W sezonie 1994/1995 było to miejsce piąte. Przed jego rozpoczęciem do zespołu trafili Urugwajczyk Daniel Fonseca, który stał się partnerem Balbo w ataku oraz szwedzki pomocnik Jonas Thern. Doszło też do pierwszej od 12 lat zmiany sponsora – producenta makaronu Barillę zastąpiło przedsiębiorstwo ubezpieczeniowe Nuova Tirrena. W sezonie 1995/1996 Romę znów prowadził Mazzone i po raz drugi z rzędu doprowadził klub do 5. miejsca w lidze oraz do ćwierćfinału Pucharu UEFA, z którego Roma dość niespodziewanie odpadła po meczach ze Slavią Praga (0:2, 3:1). W trakcie sezonu Francesco Totti dostał pierwsze powołanie do reprezentacji Włoch.
Latem 1996 do Sturmu Graz odszedł długoletni lider drugiej linii Romy, Giuseppe Giannini. Nowym szkoleniowcem zespołu został Argentyńczyk Carlos Bianchi. Do zespołu sprowadził m.in. swojego rodaka Roberto Trottę, Rosjanina Omari Tetradze i Szweda Martina Dahlina. Żaden z zawodników nie sprawdził się, a Bianchi jeszcze w trakcie sezonu został zwolniony, gdy jeszcze rzymianie byli w strefie spadkowej. Zespół uratował Liedholm, który zajął z nim 12. miejsce w lidze. „Giallorossi” występowali także w Pucharze UEFA – odpadli w 1/16 finału z Karlsruher SC (0:3, 2:1). W sezonie 1997/1998 trenerem „żółto-czerwonych” został Czech Zdeněk Zeman, poprzednio prowadzący rywala Lazio. Zeman doprowadził zespół do 4. pozycji w Serie A. W drużynie grało już pięciu Brazylijczyków – Aldair, Cafu, Vágner, Antônio Carlos Zago i Paulo Sérgio. W sezonie 1998/1999 Zeman zajął z Romą 5. lokatę, ale po sezonie został zwolniony (m.in. z powodu oskarżeń o stosowaniu dopingu przez piłkarzy i lekarzy Juventusu). W ćwierćfinale Pucharu UEFA Roma dwukrotnie uległa 1:2 Atlético Madryt.

### XXI wiek
W 1999 roku Fabio Capello został zatrudniony na stanowisku trenera Romy. Wzmocnieniem ataku było przyjście Vincenza Montelli z Sampdorii. Został on partnerem Marca Delvecchia w ataku i zdobywając 16 goli był najlepszym strzelcem klubu. Nowym kapitanem został 23-letni wówczas Francesco Totti. Na koniec sezonu rzymianie zajęli 6. pozycję, a w Pucharze UEFA eliminowali kolejno Vitórię SC (7:0, 0:1), IFK Göteborg (2:0, 1:0), Newcastle United (1:0, 0:0), by odpaść w 1/8 z Leeds United (0:0, 0:1).

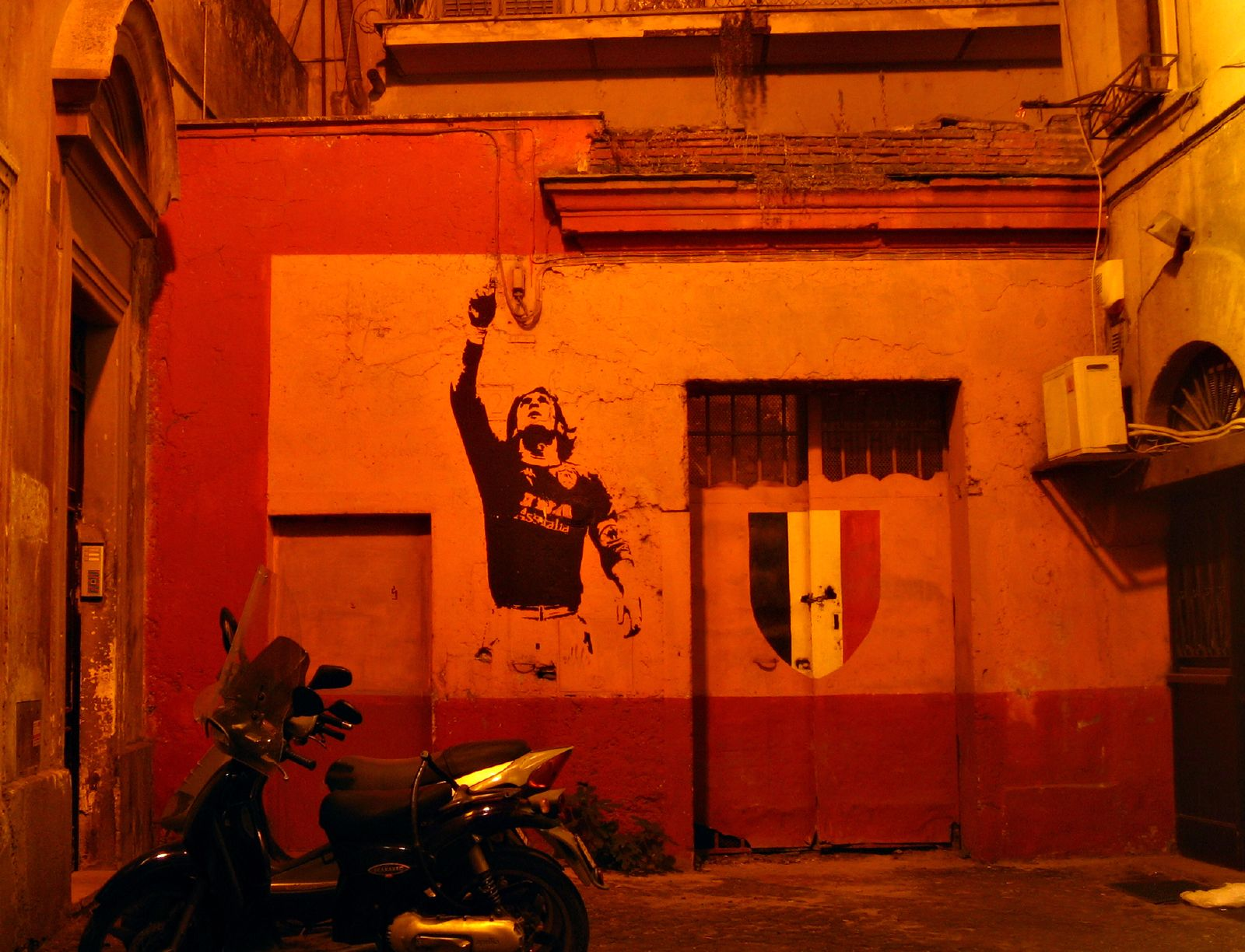
Podobizna Francesca Tottiego namalowana po zdobyciu mistrzostwa kraju w 2001 roku

Latem 2000 do zespołu trafili Gabriel Batistuta z Fiorentiny, a także Walter Samuel, obrońca z Club Atlético Boca Juniors i brazylijski pomocnik z Bayeru 04 Leverkusen Emerson. W tym wzmocnionym składzie zespół wywalczył mistrzostwo kraju, swoje trzecie w historii i pierwsze od 1983 roku. Z 20 golami Batistuta był czwartym strzelcem ligi i najlepszym Romy, która na koniec sezonu uzyskała dwa punkty przewagi nad Juventusem. O mistrzostwie zadecydował mecz ostatniej kolejki z Parmą, który rzymianie wygrali 3:1 po golach Tottiego, Montelli i Batistuty. Byli także bliscy osiągnięcia sukcesu w rozgrywkach Pucharu UEFA. Po pokonaniu ND Gorica (4:1, 7:0), Boavista FC (1:0, 1:1), Hamburger SV (1:0, 0:0) natrafili w 1/8 finału na Liverpool, jednak po porażce 0:2 w pierwszym meczu nie zdołali odrobić strat w rewanżu wygrywając tylko 1:0.
Latem 2001 Capello wywalczył z Romą kolejne trofeum – Superpuchar Włoch (3:0 z Fiorentiną). Zespół z Rzymu zadebiutował też w fazie grupowej Ligi Mistrzów. W pierwszej fazie zajął drugie miejsce w grupie za Realem Madryt, a przed Lokomotiwem Moskwa i RSC Anderlecht. W drugiej trafił jednak na Barcelonę, Liverpool i Galatasaray SK i ostatecznie zajął 3. miejsce w swojej grupie. Roma była bliska wywalczenia drugiego z rzędu mistrzostwa Włoch, jednak do ostatniej kolejki nie zdołała dogonić Juventusu i w tabeli traciła do niego tylko jeden punkt. W sezonie 2002/2003 jedynym osiągnięciem klubu było dotarcie do finału Pucharu Włoch, w którym jednak uległ Milanowi (1:4, 2:2). W lidze zajął 8. miejsce, a w Lidze Mistrzów odpadł w drugiej fazie grupowej, kończąc na 4. miejscu za Valencią, Ajaksem Amsterdam i Arsenalem. W trakcie sezonu odszedł Batistuta, który zasilił skład Interu Mediolan.
Po zadyszce w poprzednim sezonie, w 2003/2004 Roma znów walczyła o mistrzostwo kraju, jednak już na kilka kolejek przed końcem Milan zapewnił sobie tytuł mistrzowski wyprzedzając „giallorossich” o 11 punktów. Przed sezonem nowym nabytkiem Romy został były piłkarz Venezii Mancini, który stał się odkryciem sezonu. Roma dotarła zarówno do ćwierćfinału Coppa Italia, jak i Pucharu UEFA (0:2 i 2:1 z Villarrealem). Latem 2004 z Romy do Juventusu odszedł trener Capello, który zabrał ze sobą Emersona. Odszedł także Samuel, który został piłkarzem Realu Madryt. Transfery te spowodowane były kłopotami finansowymi klubu. Nastąpiły także problemy z zatrudnieniem pierwszego trenera. Nowym szkoleniowcem „giallorossich” został Cesare Prandelli, jednak jeszcze przed rozpoczęciem sezonu zrezygnował z powodów osobistych (choroba żony), a na jego miejsce zatrudniono Rudiego Völlera, który pracował tylko miesiąc. Od września do marca 2005 zespół prowadził Luigi Delneri, a do końca sezonu były zawodnik klubu, Bruno Conti. W Serie A piłkarze zajęli 8. pozycję, a w finale krajowego pucharu przegrali 0:2 i 0:1 z Interem. W grupie B Ligi Mistrzów zdobyli tylko 1 punkt zajmując ostatnie miejsce za Bayerem 04 Leverkusen, Realem Madryt i Dynamem Kijów.
Latem 2005 Sensi zatrudnił nowego szkoleniowca, którym okazał się Luciano Spalletti, wcześniej odnoszący sukcesy z Udinese Calcio. W Serie A początkowo rzymianie zajęli 5. miejsce, jednak po sezonie Włoska Federacja Piłkarska przesunęła ich na 2. pozycję z powodu afery korupcyjnej, w którą zamieszane były Juventus, Lazio, AC Fiorentina i A.C. Milan. 26 lutego 2006 „żółto-czerwoni” ustanowili rekord 11 kolejnych zwycięstw w Serie A wygrywając 2:0 z lokalnym rywalem Lazio. Passa trwała od 21 grudnia 2005 od zwycięskiego 4:0 spotkania z Chievo Werona – w sezonie 2006/2007 osiągnięcie to pobił Inter Mediolan. W Pucharze UEFA Roma odpadła w 1/8 finału z późniejszym finalistą Middlesbrough F.C. (0:1, 2:1). W trakcie sezonu, w styczniu, z klubu do Realu Madryt odszedł Antonio Cassano, który pokłócił się z trenerem Spallettim i prezesem Sensim odnośnie do przedłużenia kontraktu. Latem 2006 „wilki” zagrały o Superpuchar Włoch, ale po dogrywce przegrały z Interem 4:3 (chociaż pod koniec pierwszej połowy Rzymianie prowadzili aż 0:3), a następnie wygrały Puchar, tym razem gromiąc mediolańczyków 6:2 i przegrywając 1:2. W lidze nie zdołały dogonić „nerazzurrich”, ale zostały wicemistrzem kraju. Francesco Totti z 26 bramkami na koncie został królem strzelców ligi. Dotarł wraz z klubowymi kolegami do ćwierćfinału Ligi Mistrzów. Roma wygrała pierwszy mecz 2:1 z Manchesterem United, jednak w rewanżu uległa aż 1:7. 24 maja 2008 Roma wygrała w jedynym meczu finału Pucharu Włoch z Interem Mediolan 2:1 zapewniając sobie 9. w historii klubu takie trofeum.

#### Sezon 2009/2010
W sezonie 2009/2010 Roma została wicemistrzem kraju tracąc w końcowej tabeli 2 punkty do Interu Mediolan. Została również finalistą Pucharu Włoch przegrywając finał z Interem 0:1.

#### Sezon 2010/2011
W kolejnym sezonie Roma zajęła szóste miejsce w ligowej tabeli. Najlepszymi strzelcami Romy zostali: Mirko Vučinić i Francesco Totti.

#### Sezon 2011/2012
Kolejne rozgrywki klub rozpoczął bardzo źle, po remisie z Ceseną i po wysokiej przegranej 5-1 z Cagliari klub znalazł się na dole tabeli. Dwa kolejne mecze były także nieudane, znów padł remis i mecz zakończony porażką. Dopiero w piątej kolejce klub zanotował ważne zwycięstwo nad Interem Mediolan 1-0. Potem klub nie przegrał siedmiu meczów z rzędu. 28 listopada doszło do
przegranej z Palermo. Do końca sezonu klub odnotował kilka zwycięstw, remisów i porażek, ostatecznie zajmując 6. miejsce.

#### Sezon 2012/2013
W letnim okienku transferowym klub pozyskał Maartena Stekelenburga, Gabriela Heinze, Jose Angela, Pjanicia, Eirka Lamelę, Bojana Krkicia, Pablo Osvaldo i Marco Borriello. Jednak mimo tych transferów klub nie mógł ustabilizować formy, i po 13 kolejkach przegrał aż 6 meczów. W eliminacjach do Ligi Europy, Roma przegrała ze Slowanem Bratyslawa. Klub uplasował się na siódmej pozycji w Serie A.
W tym sezonie klub awansował do finału Pucharu Włoch, ale przegrał w nim z Lazio.

#### Sezon 2013/2014
Do kolejnych rozgrywek Roma zaczęła przygotowanie od sparingu z włoskim Sel. Val Pusteria. Klub odnotował wysokie zwycięstwo 9-0. Kolejne dziewięć sparingów, także wygrał. W jednym z meczów klub zmierzył się z polskim Zagłębiem, wygrywając 4-0.
W letnim okienku transferowym w roku 2013, do klubu dołączyli tacy piłkarze jak: Morgan De Sanctis, Kevin Strootman, Gervinho, Łukasz Skorupski, Maicon i Adem Ljajić. Z klubu odeszła jedna z największych gwiazd Pablo Osvaldo. Barwy klubowe zmienił także bramkarz – Maarten Stekelenburg. Obecnym trenerem zespołu jest Rudi Garcia. W pierwszych dziesięciu meczach klub odnotował dziesięć zwycięstw, tracąc tylko jedną bramkę. 5 grudnia podczas meczu ligowego z Juventusem, Giallorossi ulegli 3-0. Była to wówczas pierwsza porażka od początku tych rozgrywek. 9 grudnia klub odniósł zwycięstwo 1-0 nad Genoą i awansował do dalszej fazy rozgrywek Pucharu Włoch.

### Poszczególne sezony AS Roma
| XXI wiek - Sezon 2009/2010 - Sezon 2008/2009 - Sezon 2007/2008 - Sezon 2006/2007 - Sezon 2005/2006 - Sezon 2004/2005 - Sezon 2003/2004 - Sezon 2002/2003 - Sezon 2001/2002 - Sezon 2000/2001 |  | Lata 90. - Sezon 1999/2000 - Sezon 1998/1999 - Sezon 1997/1998 - Sezon 1996/1997 - Sezon 1995/1996 - Sezon 1994/1995 - Sezon 1993/1994 - Sezon 1992/1993 - Sezon 1991/1992 - Sezon 1990/1991 |  | Lata 80. - Sezon 1989/1990 - Sezon 1988/1989 - Sezon 1987/1988 - Sezon 1986/1987 - Sezon 1985/1986 - Sezon 1984/1985 - Sezon 1983/1984 - Sezon 1982/1983 - Sezon 1981/1982 - Sezon 1980/1981 |  | Lata 70. - Sezon 1979/1980 - Sezon 1978/1979 - Sezon 1977/1978 - Sezon 1976/1977 - Sezon 1975/1976 - Sezon 1974/1975 - Sezon 1973/1974 - Sezon 1972/1973 - Sezon 1971/1972 - Sezon 1970/1971 |

| Lata 60. - Sezon 1969/1970 - Sezon 1968/1969 - Sezon 1967/1968 - Sezon 1966/1967 - Sezon 1965/1966 - Sezon 1964/1965 - Sezon 1963/1964 - Sezon 1962/1963 - Sezon 1961/1962 - Sezon 1960/1961 |  | Lata 50. - Sezon 1959/1960 - Sezon 1958/1959 - Sezon 1957/1958 - Sezon 1956/1957 - Sezon 1955/1956 - Sezon 1954/1955 - Sezon 1953/1954 - Sezon 1952/1953 - Sezon 1951/1952 - Sezon 1950/1951 |  | Lata 40. - Sezon 1949/1950 - Sezon 1948/1949 - Sezon 1947/1948 - Sezon 1946/1947 - Sezon 1945/1946 - Sezon 1944/1945 - Sezon 1943/1944 - Sezon 1942/1943 - Sezon 1941/1942 - Sezon 1940/1941 |  | Lata 30. - Sezon 1939/1940 - Sezon 1938/1939 - Sezon 1937/1938 - Sezon 1936/1937 - Sezon 1935/1936 - Sezon 1934/1935 - Sezon 1933/1934 - Sezon 1932/1933 - Sezon 1931/1932 - Sezon 1930/1931 Lata 20. - Sezon 1929/1930 - Sezon 1928/1929 - Sezon 1927/1928 |  |  |

## Sukcesy

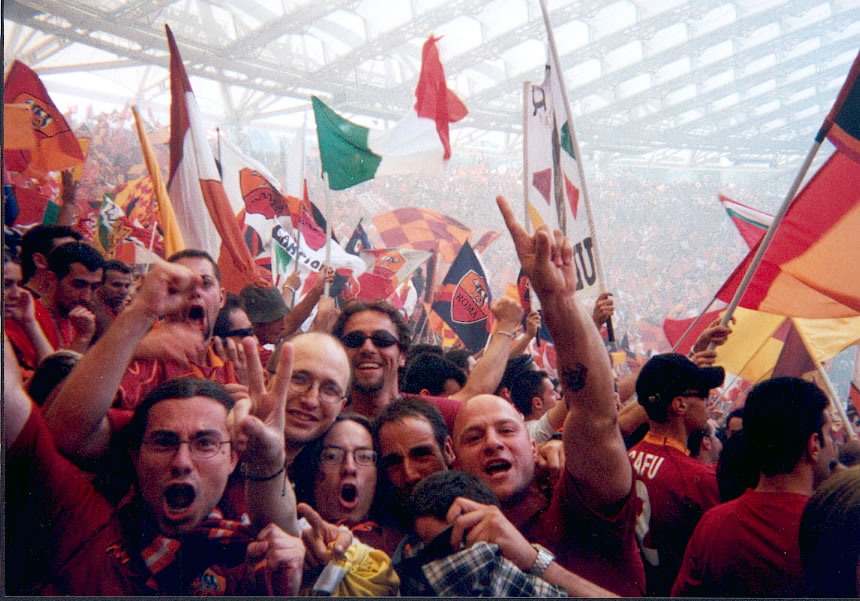
Kibice Romy świętujący trzecie mistrzostwo Włoch (17 czerwca 2001)

### Trofea krajowe
| \| \| Zdobyte trofea w rozgrywkach Włoch (stan na: 11-03-2022) \| |                                                          |      |                                                                                    |
| Rozgrywki                                                         | Osiągnięcie                                              | Razy | Sezon(y)                                                                           |
| · Mistrzostwo                                                     | I miejsce                                                | 3    | 1942, 1983, 2001                                                                   |
| · Mistrzostwo                                                     | II miejsce                                               | 14   | 1931, 1936, 1981, 1984, 1986, 2002, 2004, 2006, 2007, 2008, 2010, 2014, 2015, 2017 |
| · Mistrzostwo                                                     | III miejsce                                              | 7    | 1932, 1955, 1975, 1982, 1988, 2016, 2018                                           |
| · Puchar                                                          | zdobywca                                                 | 9    | 1964, 1969, 1980, 1981, 1984, 1986, 1991, 2007, 2008                               |
| · Puchar                                                          | finalista                                                | 8    | 1937, 1941, 1993, 2003, 2005, 2006, 2010, 2013                                     |
| · Superpuchar                                                     | zdobywca                                                 | 2    | 2001, 2007                                                                         |
| · Superpuchar                                                     | finalista                                                | 4    | 1991, 2006, 2008, 2010                                                             |
| II liga                                                           | I miejsce                                                | 1    | 1952                                                                               |
| II liga                                                           | II miejsce                                               | –    |                                                                                    |
| II liga                                                           | III miejsce                                              |      |                                                                                    |
| Włochy                                                            | Zdobyte trofea w rozgrywkach Włoch (stan na: 11-03-2022) |      |                                                                                    |

### Trofea międzynarodowe
| \| \| Zdobyte trofea w rozgrywkach międzynarodowych (stan na: 31-05-2023) \| |                                                                     |      |            |
| Rozgrywki                                                                    | Osiągnięcie                                                         | Razy | Sezon(y)   |
| · Liga Mistrzów · (Puchar Europy)                                            | zdobywca                                                            | –    |            |
| · Liga Mistrzów · (Puchar Europy)                                            | finalista                                                           | 1    | 1983/1984  |
| · Liga Europy · (Puchar UEFA)                                                | zdobywca                                                            | –    |            |
| · Liga Europy · (Puchar UEFA)                                                | finalista                                                           | 2    | 1991, 2023 |
| · Liga Konferencji                                                           | zdobywca                                                            | 1    | 2022       |
| · Liga Konferencji                                                           | finalista                                                           | –    | –          |
| · Puchar Zdobywców                                                           | zdobywca                                                            | –    |            |
| · Puchar Zdobywców                                                           | finalista                                                           | –    | –          |
| · Puchar Intertoto                                                           | zdobywca                                                            | –    |            |
| · Puchar Intertoto                                                           | finalista                                                           |      |            |
| · Puchar Miast Targowych                                                     | zdobywca                                                            | 1    | 1960/1961  |
| · Puchar Miast Targowych                                                     | finalista                                                           | –    | –          |
| FIFA                                                                         | Zdobyte trofea w rozgrywkach międzynarodowych (stan na: 31-05-2023) |      |            |

### Trofea młodzieżowe
- Campionato Nazionale Primavera (6x): 1973, 1974, 1978, 1984, 1990, 2005
- Coppa Italia Primavera (3x): 1974, 1975, 1994
- Torneo di Viareggio (3x): 1981, 1983, 1991

## Obecny skład
Stan na 29 lipca 2025
| Nr | Poz. | Piłkarz                                              |
| -- | ---- | ---------------------------------------------------- |
| 2  | OB   | Devyne Rensch                                        |
| 3  | OB   | Angeliño                                             |
| 4  | PO   | Bryan Cristante (3. kapitan)                         |
| 5  | OB   | Evan N’Dicka                                         |
| 7  | PO   | Lorenzo Pellegrini (kapitan)                         |
| 8  | PO   | Neil El Aynaoui                                      |
| 9  | NA   | Artem Dowbyk                                         |
| 11 | NA   | Evan Ferguson (wypożyczony z Brighton & Hove Albion) |
| 12 | OB   | Saud Abdulhamid                                      |
| 17 | PO   | Kouadio Koné                                         |
| 18 | NA   | Matías Soulé                                         |

| Nr | Poz. | Piłkarz                        |
| -- | ---- | ------------------------------ |
| 19 | OB   | Zeki Çelik                     |
| 21 | NA   | Paulo Dybala                   |
| 22 | OB   | Mario Hermoso                  |
| 23 | OB   | Gianluca Mancini (wicekapitan) |
| 32 | BR   | Devis Vásquez                  |
| 34 | OB   | Anass Salah-Eddine             |
| 35 | NA   | Tommaso Baldanzi               |
| 43 | OB   | Wesley                         |
| 61 | PO   | Niccolò Pisilli                |
| 66 | OB   | Buba Sangaré                   |
| 92 | NA   | Stephan El Shaarawy            |
| 95 | BR   | Pierluigi Gollini              |
| 99 | BR   | Mile Svilar                    |

### Wypożyczeni
| Nr | Poz. | Piłkarz                                                     |
| -- | ---- | ----------------------------------------------------------- |
|    | NA   | Tammy Abraham (w Beşiktaşie do 30 czerwca 2026)             |
|    | PO   | Riccardo Pagano (w Bari do 30 czerwca 2026)                 |
|    | NA   | Eldor Shomurodov (w İstanbul Başakşehir do 30 czerwca 2026) |

### Zastrzeżone numery
| Nr | Poz. | Piłkarz                      |
| -- | ---- | ---------------------------- |
| 10 | NA   | Francesco Totti (za zasługi) |

## Trenerzy klubu
Chronologiczny spis trenerów AS Roma od 1927 roku
| Lp. | Imię i nazwisko     | Okres urzędowania | Okres urzędowania |
| --- | ------------------- | ----------------- | ----------------- |
| 1.  | William Garbutt     | 1927              | 1929              |
| 2.  | Guido Baccani       | 1929              | 1930              |
| 3.  | Herbert Burgess     | 1930              | 1932              |
| 4.  | Lászlo Barr         | 1932              | 1933              |
| 5.  | Lajos Kovács        | 1933              | 1934              |
| 6.  | Luigi Barbesino     | 1934              | 1938              |
| 7.  | Guido Ara           | 1938              | 1939              |
| 8.  | Alfréd Schaffer     | 1939              | 1942              |
| 9.  | Géza Kertész        | 1942              | 1943              |
| 10. | Guido Masetti       | 1943              | 1945              |
| 11. | Giovanni Degni      | 1945              | 1947              |
| 12. | Géza Kertész        | 1947              | 1948              |
| 13. | Luigi Brunella      | 1948              | 1949              |
| 14. | Fulvio Bernardini   | 1949              | 1950              |
| 15. | Adolfo Baloncieri   | 1950              | 1950              |
| 16. | Pietro Serantoni    | 1950              | 1950              |
| 17. | Guido Masetti       | 1950              | 1951              |
| 18. | Giuseppe Viani      | 1951              | 1953              |
| 19. | Mario Varglien      | 1953              | 1954              |
| 20. | Jesse Carver        | 1954              | 1956              |
| 21. | György Sárosi       | 1956              | 1956              |
| 22. | Guido Masetti       | 1956              | 1957              |
| 23. | Alec Stock          | 1957              | 1958              |
| 24. | Gunnar Nordahl      | 1958              | 1959              |
| 25. | György Sárosi       | 1959              | 1960              |
| 26. | Alfredo Foni        | 1960              | 1961              |
| 27. | Luis Carniglia      | 1961              | 1963              |
| 28. | Naim Krieziu        | 1963              | 1963              |
| 29. | Alfredo Foni        | 1963              | 1964              |
| 30. | Lluis Miró          | 1964              | 1965              |
| 31. | Juan Carlos Lorenzo | 1965              | 1966              |
| 32. | Oronzo Pugliese     | 1966              | 1968              |
| 33. | Helenio Herrera     | 1968              | 1970              |

| Lp. | Imię i nazwisko      | Okres urzędowania | Okres urzędowania |
| --- | -------------------- | ----------------- | ----------------- |
| 34. | Luciano Tessari      | 1970              | 1970              |
| 35. | Helenio Herrera      | 1971              | 1972              |
| 36. | Tonino Trebiciani    | 1972              | 1973              |
| 37. | Nils Liedholm        | 1974              | 1977              |
| 38. | Gustavo Giagnoni     | 1978              | 1979              |
| 39. | Ferruccio Valcareggi | 1979              | 1980              |
| 40. | Nils Liedholm        | 1980              | 1984              |
| 41. | Sven-Göran Eriksson  | 1984              | 1986              |
| 42. | Angelo Sormani       | 1986              | 1988              |
| 43. | Nils Liedholm        | 1988              | 1988              |
| 44. | Luciano Spinosi      | 1988              | 1989              |
| 45. | Luigi Radice         | 1989              | 1990              |
| 46. | Ottavio Bianchi      | 1990              | 1992              |
| 47. | Vujadin Boškov       | 1992              | 1993              |
| 48. | Carlo Mazzone        | 1993              | 1996              |
| 49. | Carlos Bianchi       | 1996              | 1996              |
| 50. | Nils Liedholm        | 1996              | 1996              |
| 51. | Ezio Sella           | 1996              | 1996              |
| 52. | Zdeněk Zeman         | 1997              | 1999              |
| 53. | Fabio Capello        | 1999              | 2004              |
| 54. | Cesare Prandelli     | 2004              | 2004              |
| 55. | Rudi Völler          | 2004              | 2004              |
| 56. | Luigi Delneri        | 2004              | 2005              |
| 57. | Bruno Conti          | 2005              | 2005              |
| 58. | Luciano Spalletti    | 2005              | 2009              |
| 59. | Claudio Ranieri      | 2009              | 2011              |
| 60. | Vincenzo Montella    | 2011              | 2011              |
| 61. | Luis Enrique         | 2011              | 2012              |
| 62. | Zdeněk Zeman         | 2012              | 2013              |
| 63. | Aurelio Andreazzoli  | 2013              | 2013              |
| 64. | Rudi Garcia          | 2013              | 2016              |
| 65. | Luciano Spalletti    | 2016              | 2017              |
| 66. | Eusebio Di Francesco | 2017              | 2019              |

| Lp. | Imię i nazwisko  | Okres urzędowania | Okres urzędowania |
| --- | ---------------- | ----------------- | ----------------- |
| 67. | Claudio Ranieri  | 2019              | 2019              |
| 68. | Paulo Fonseca    | 2019              | 2021              |
| 69. | José Mourinho    | 2021              | 2024              |
| 70. | Daniele De Rossi | 2024              | 2024              |
| 71. | Ivan Jurić       | 2024              | 2024              |
| 72. | Claudio Ranieri  | 2024              |                   |

## Klubowe statystyki i rekordy

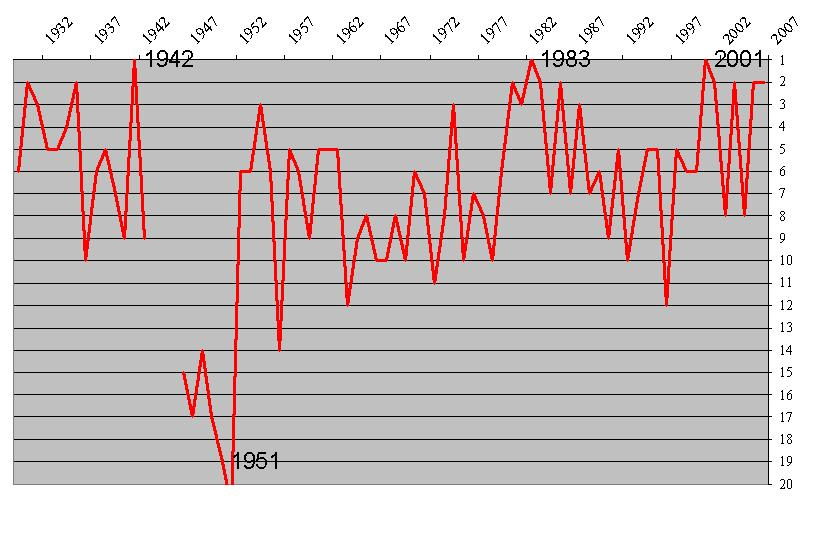
Pozycje Romy w Serie A na przełomie dziejów

Francesco Totti dzierży oficjalny rekord Romy w historii występów w tej drużynie. Występuje w Romie od 25 sezonów i ma na koncie 601 (248 goli) występów w Serie A (stan na 19 lipca 2016).
Licząc wszystkie rozgrywki Totti jest także liderem strzelców w historii Romy. Jest także na czele listy, jeśli chodzi o bramki strzelone w Serie A. Drugim najlepszym strzelcem jest Roberto Pruzzo, napastnik, który najwięcej bramek zdobywał w latach 80. W sezonie 1930/1931 pierwszym królem strzelców w barwach Romy został Rodolfo Volk i zdobywając w nim 29 goli ustanowił niepobity dotąd rekord klubowy.
Swój pierwszy mecz w lidze włoskiej Roma rozegrała w sezonie 1928/1929 i pokonała wówczas 2:0 drużynę AS Livorno Calcio. Największe zwycięstwo Roma odniosła w sezonie 1929/1930, kiedy to pokonała US Cremonese 9:0. Największa porażka rzymskiego klubu to 1:7, a zdarzyło się to pięciokrotnie: w sezonie 1931/1932 z Juventusem, w sezonie 1947/1948 z Torino FC, w sezonie 2006/2007 z Manchesterem United w Lidze Mistrzów, w sezonie 2014/2015 z Bayernem Monachium w Lidze Mistrzów oraz w sezonie 2018/2019 z ACF Fiorentiną.

### Rekordy
do 19 lipca 2016
- Najwyższe zwycięstwo[16]:9-0 z US Cremonese, 13 października 1929
- Najwyższe zwycięstwo w europejskich pucharach[17]:7-0 z Vitórią Setúbal, 16 września 1999 i[18]7-0 z ND Gorica, 28 września 2000
- Najwyższe wyjazdowe zwycięstwo[19]:1-6 z Alessandrią, 6 stycznia 1935
- Najwyższy remis u siebie[20]:4-4 z Catanią, 31 maja 1964 i[21]4-4 z SSC Napoli, 21 października 2007
- Najwyższy remis wyjazdowy[19]:4-4 z Milanem, 27 stycznia 1935 i[22]4-4 z Chievo Werona, 30 kwietnia 2006
- Najwyższa porażka[23]:1-7 z Torino FC 5 października 1947 i Manchester United 10 kwietnia 2007
- Najwyższa wyjazdowa porażka[24]:1-7 z Juventusem, 6 marca 1932
- Najwyższa porażka w europejskich pucharach[25]:1-7 z Manchesterem United, 10 kwietnia 2007
- Najwięcej goli w meczu[26]:5-6 z Atalantą BC, 11 listopada 1998
- Najwięcej punktów w sezonie (3 pkt. za zwycięstwo)[27]:85 (2013/2014, 38 kolejki)
- Najwięcej punktów w sezonie (2 pkt. za zwycięstwo)[28]:43 (1982/1983, 30 kolejek)
- Najwięcej zwycięstw w sezonie[29]:26 (2013/2014, 38 kolejki)
- Najwięcej zwycięstw z rzędu od początku kolejki w Serie A: 10[30] (2013/2014, 10 kolejek)
- Najmniej zwycięstw w sezonie: 8[31] (1964/1965, 34 kolejki i[32] 1992/1993, 34 kolejki)
- Najmniej porażek w sezonie: 2[33] (2001/2002, 34 kolejki)
- Najwięcej goli strzelonych w sezonie (przez drużynę): 87[29] (1930/1931, 34 kolejki)
- Najwięcej goli strzelonych w sezonie (indywidualnie): 29[29]Rodolfo Volk (1930/1931, 34 kolejki)
- Najmniej goli strzelonych w sezonie (przez drużynę): 15[34] (1974/1975, 30 kolejek)
- Najdłuższa seria zwycięstw: 11[22] od 21 grudnia 2005 (4-0 z Chievo Werona), do 5 marca 2006 (1-1 z Interem Mediolan)
- Najdłuższa seria meczów bez porażki: 24[33] od 23 września 2001 (2-1 z Fiorentiną), do 24 marca 2002 (1-3 z Interem Mediolan)
- Najwięcej występów (Serie A): 601 Francesco Totti (AS Roma)
- Najwięcej występów (Łącznie): 758 Francesco Totti
- Najwięcej strzelonych goli (Serie A): 248 Francesco Totti (AS Roma)
- Najwięcej strzelonych goli (Łącznie): 304 Francesco Totti

### Najwięcej goli w Serie A w barwach Romy
Stan na 19 lipca 2016
| Zawodnik                 | Gole | Mecze |
| ------------------------ | ---- | ----- |
| Francesco Totti          | 250  | 619   |
| Roberto Pruzzo           | 106  | 240   |
| Rodolfo Volk             | 103  | 157   |
| Amedeo Amadei            | 100  | 216   |
| Vincenzo Montella        | 83   | 180   |
| Abel Balbo               | 78   | 149   |
| Pedro Manfredini         | 76   | 130   |
| Dino Da Costa            | 71   | 149   |
| Marco Delvecchio         | 62   | 231   |
| Cesare Augusto Fasanelli | 60   | 167   |
| Arturo Chini Ludueña     | 56   | 163   |
| Carlo Galli              | 53   | 123   |
| Agostino Di Bartolomei   | 50   | 237   |
| Fulvio Bernardini        | 49   | 286   |
| Giuseppe Giannini        | 49   | 318   |

### Najwięcej występów w Serie A w barwach Romy
| Zawodnik               | Pozycja   | Mecze | Gole |
| ---------------------- | --------- | ----- | ---- |
| Francesco Totti        | napastnik | 601   | 248  |
| Daniele De Rossi       | pomocnik  | 459   | 43   |
| Sergio Santarini       | obrońca   | 344   | 5    |
| Guido Masetti          | bramkarz  | 339   | 0    |
| Aldair                 | obrońca   | 330   | 14   |
| Giuseppe Giannini      | pomocnik  | 318   | 49   |
| Bruno Conti            | pomocnik  | 304   | 37   |
| Franco Tancredi        | bramkarz  | 289   | 0    |
| Arcadio Venturi        | pomocnik  | 288   | 18   |
| Fulvio Bernardini      | pomocnik  | 286   | 49   |
| Sebastiano Nela        | obrońca   | 282   | 16   |
| Damiano Tommasi        | pomocnik  | 262   | 21   |
| Roberto Pruzzo         | napastnik | 240   | 106  |
| Agostino Di Bartolomei | napastnik | 237   | 151  |
| Marco Delvecchio       | napastnik | 231   | 62   |

### Indywidualne

#### Mistrzowie Świata w barwach klubu
- Attilio Ferraris (1934)
- Enrique Guaita (1934)
- Guido Masetti (1934, 1938)
- Eraldo Monzeglio (1934, 1938)
- Aldo Donati (1938)
- Pietro Serantoni (1938)
- Alcides Ghiggia (1950)
- Juan Alberto Schiaffino (1950)
- Jair da Costa (1962)
- Amarildo (1962)
- Bruno Conti (1982)
- Rudi Völler (1990)
- Thomas Häßler (1990)
- Thomas Berthold (1990)
- Aldair (1994)
- Cafu (1994, 2002)
- Vincent Candela (1998)
- Daniele De Rossi (2006)
- Francesco Totti (2006)
- Simone Perrotta (2006)
- Paulo Dybala (2022)

### Mistrzowie Europy w barwach klubu
- Vincent Candela (2000)
- Traianos Delas (2004)
- Leonardo Spinazzola (2020)
- Bryan Cristante (2020)

### Królowie strzelców Serie A w barwach klubu
- Rodolfo Volk: Serie A (1930/1931) (29 bramek)
- Enrique Guaita: Serie A (1934/1935) (28 bramek)
- Dino Da Costa: Serie A (1956/1957) (22 bramek)
- Pedro Manfredini: Serie A (1962/1963) (19 bramek)
- Roberto Pruzzo: Serie A (1980/1981) (18 bramek), Serie A (1981/1982) (19 bramek), Serie A (1985/1986) (19 bramek)
- Francesco Totti: Serie A (2006/2007) (26 bramek)
- Edin Džeko: Serie A (2016/2017) (29 bramek)

## Kolory, herb i przydomki
Barwy Romy to bordo ze złoto-żółtym dodatkiem, reprezentującym tradycyjne barwy miasta Rzym. Kolor złoty symbolizuje Boga w kościele rzymskokatolickim, podczas gdy kolor bordowy reprezentuje Cesarstwo rzymskie. Białe spodenki i czarne getry zazwyczaj są noszone w parze z bordowo-czerwonymi koszulkami, jednak podczas najważniejszych spotkań z największymi rywalami piłkarze grają w takich samych spodenkach i getrach jak koszulkach.
W takich strojach początkowo występowali piłkarze klubu Roman F.C., jednego z trzech zespołów, które wzięły udział w fuzji w 1927 roku. Z tego powodu Roma najczęściej nazywana jest i giallorossi, czyli żółto-czerwoni. Stroje wyjazdowe są całe białe, natomiast trzecie stroje zmieniają swoje barwy od czasu do czasu. Przydomek  i giallorossi nosi także zespół US Lecce mający takie same barwy jak rzymski klub.
Innym popularnym przydomkiem klubu jest i lupi, czyli „wilki”. Wilk zawsze znajdował się w herbie klubowym pod różnymi formami. Obecne logo klubu jest takie, jak na początku jego istnienia – przedstawia wilczycę wraz z braćmi Romulusem i Remusem, symbolizując powstanie miasta Rzymu. Tłem logo jest podzielona na pół tarcza. Jej dwie części są w kolorach żółto-złotym i bordowo-czerwonym.
Mit, z którego wzięły się przydomek i herb, opowiada o bliźniakach, synach boga Marsa i Rei Sylwii. Zostali oni wrzuceni do rzeki Tyber przez ich wujka Amuliusa, a następnie uratowani przez wilczycę, która karmiła i opiekowała się obojgiem braci. Ostatecznie bracia wzięli odwet na Amuliusie, a w końcu pokłócili się między sobą. Romulus zabił Remusa i mianował się królem nowo powstałego miasta Rzym.
Trzecim przydomkiem Romy jest La Magica (Magiczna). Przylgnął on do klubu w latach 80., kiedy to prezesem klubu był Dino Viola, a symbolizował on ówczesny styl gry rzymian i wymawiany był z charakterystycznym rzymskim akcentem.

## Kibice i rywale
AS Roma jest czwartym co do liczby kibiców klubem we Włoszech. Za stołecznym klubem kibicuje około 6% fanów w tamtejszym futbolu (według badań Doxa Institute-L’Expresso z kwietnia 2006 roku). Od lat największa ich liczba zamieszkuje centrum miasta oraz południowe dzielnice, zamieszkane przez robotników, jak choćby dzielnica Testaccio.

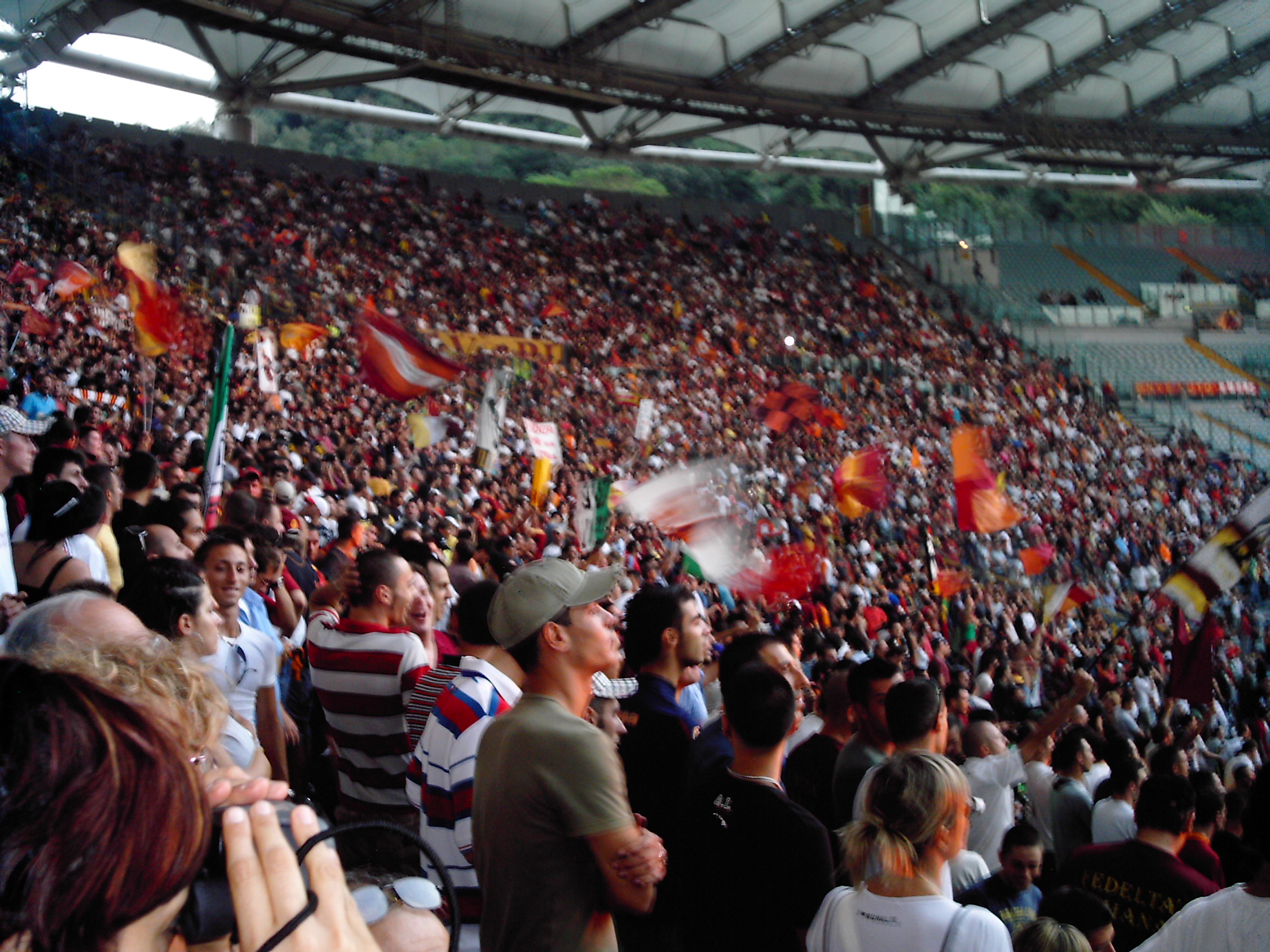
Kibice Romy na Stadio Olimpico

Najbardziej znaną grupą ultras była ta o poglądach lewicowych zwana Commando Ultrà Curva Sud, często używająca skrótu CUCS. Grupa ta została założona dzięki połączeniu wielu mniejszych grup kibiców i uznawana była za najstarszą w historii Europejskiej piłki. Jednak w połowie lat 90. grupa rozpadła się, a jej członkowie zasilili inne grupy kibiców. Od tego czasu Curva Sud na Stadio Olimpico jest kontrolowana przez prawicowych kibiców: AS Roma Ultras, Boys, Giovinezza i inne. Najstarsza z obecnych grup to Fedayn, która jest apolityczna.
Mottem klubowym jest La Roma non si discute, si ama. W języku polskim znaczy to „O Romie się nię dyskutuje, Romę się kocha”. Hymn śpiewany jest przed każdym meczem przez lokalnego piosenkarza Antonello Vendittiego. Powstał on w 1997 roku podczas 70. urodzin klubu. Zastąpił dawną pieśń „Grazie Roma” skomponowaną z okazji zdobycia przez piłkarzy mistrzostwa Włoch w 1983 roku. W ostatnim czasie zaprezentowano też inną piosenkę Seven Nation Army z repertuaru zespołu The White Stripes, która stała się popularna podczas ligowych spotkań.

Stadio Olimpico podczas meczu Romy

We włoskim futbolu Roma posiada wielu rywali. Pierwszym i najstarszym z nich jest S.S. Lazio, rywal zza miedzy, który dzieli Stadio Olimpico z Romą. Lokalne derby nazywane są Derby della Capitale. W sezonie 1979/1980 podczas jednego z meczów derbowych zginął fan Lazio, Vincenzo Paparelli, trafiony racą w oko. Drugim incydentem był ten z sezonu 2003/2004, gdy derby zostały przerwane po tym, jak ultrasi Romy przekazali nieprawdziwą informację o śmierci dziecka zabitego przez policję podczas meczu. Mecz został odwołany, jednak poza stadionem doszło do zamieszek kibiców z policjantami, w wyniku czego 150 funkcjonariuszy i kibiców zostało rannych.
Rywalem Romy jest także zespół SSC Napoli, a mecze między tymi drużynami zwane są Derby del Sole (Derby Słońca). Fani Romy mają także rywali w osobach tifosich Juventusu, A.C. Milan i Inter Mediolan.
Fani Romy nie mają jednak tylko rywali, ale posiadają także przyjazne stosunki z innymi klubami. Dobre relacje posiadają z fanami Udinese Calcio, a konkretnie z grupą Nord Kaos (Północny Chaos) – powodem tego jest nienawiść do Lazio. Inne przyjaźnie łączą fanów Romy z grupą Warriors z US Palermo oraz grupą Onda D’Urto (Fala Uderzeniowa) z S.S. Sambenedettese Calcio.
Sympatykami Romy jest wielu reprezentujących różne opcje włoskich polityków, m.in. były premier Włoch, a obecnie minister spraw zagranicznych, Massimo D’Alema czy również były premier kraju i wielokrotny minister Giulio Andreotti. Wśród kibiców klubu są także ludzie teatru i kina (Renato Rascel, Alberto Sordi, Sabrina Ferilli, Monica Vitti, Ennio Morricone) oraz sportowcy (Giancarlo Fisichella, kierowca Formuły 1, motocyklista Max Biaggi oraz pływak Domenico Fioravanti).
W Polsce jest liczna grupa kibiców Giallorossich działająca prężnie i aktywnie od ponad dekady przez portale www.asroma.pl oraz www.lupipolacchi.fora.pl. Mimo iż polski fanclub jest nieoficjalny ma na swoim koncie wiele zorganizowanych wyjazdów na mecze Romy, zarówno na te rozgrywane w Rzymie, jak i te wyjazdowe, a także kilka zlotów zorganizowanych w różnych częściach Polski oraz wspólne oglądanie najważniejszych meczów. Nadmienić należy, że polscy Lupi „wypuścili” wiele własnych gadżetów (bluzy, czapki, smycze, kubki, vlepki itd.) i flag, które niejednokrotnie są prezentowane podczas telewizyjnych transmisji z meczów Romy.

## Stadiony

### Campo Testaccio
Przez pierwsze dwa lata istnienia Roma rozgrywała mecze na starym stadionie Motovelodromo Appio. W 1929 roku przeniosła się na Campo Testaccio i grała tam mecze do 1940. Skonstruował go Silvio Sensi, ojciec zmarłego już prezesa klubu Franco. Stadion przez wielu kibiców uznawany był za prawdziwy dom Romy. Na tym obiekcie odbyły się pierwsze derby Rzymu z Lazio. Fakt ten miał miejsce 8 grudnia 1929 roku, zaledwie w miesiąc po oddaniu stadionu Testaccio do użytku. Roma wygrała ten mecz 1:0, a jedynego gola strzeliła późniejsza legenda klubu, Rodolfo Volk. Na tym stadionie Roma odniosła najwyższe zwycięstwo – 9:0 z US Cremonese.

### Stadio Flaminio
Po zburzeniu Campo Testaccio w 1940 roku Roma przeniosła się na Stadio Flaminio, zwany w tamtych czasach Stadio Partito Nazionale Fascista (czyli Stadion Narodowej Partii Faszystowskiej). Mógł on pomieścić około 24 tysięcy widzów, a piłkarze „giallorossich” rozgrywali na nim mecze do 1957 roku. Obecnie gra na nim lokalny klub A.S. Cisco Roma, a także włoska reprezentacja rugby.

### Stadio Olimpico
Obecnie domowe mecze AS Roma rozgrywa na stadionie Stadio Olimpico, który dzieli z odwiecznym rywalem Lazio. Obiekt ten został wybudowany w 1937 roku i obecnie może pomieścić 82 456 widzów. Roma gości na nim od 1957 roku. UEFA zakwalifikowała go do pięciogwiazdkowych obiektów piłkarskich w Europie. Najbardziej znana trybuną stadionu to La Curva Sud, największa na tym obiekcie. Przeważnie jej miejsca zajmują najwierniejsi kibice AS Roma. Po przeciwnej stronie La Curva Sud leży La Curva Nord – trybuna kibiców Lazio.

## Centrum treningowe Trigoria
Centrum treningowe Romy „Trigoria” nosi imię byłego piłkarza Fulvia Bernadiniego. Liczy 20 hektarów powierzchni i posiada pięć boisk piłkarskich. Centrum zostało zakupione w 1979 roku przez prezesa Gaetano Anzalone, który postanowił przenieść się ze starej siedziby Circo Massimo.
W Trigorii istnieją: plac Dino Viola, na cześć jednego z prezesów, a przy nim centralny trzypiętrowy pałac, liczący 26 pokoi. Mieszczą się w nim biura sektora szkoleniowego, kasa biletowa, pomieszczenia zarządu wraz z pokojem prezesa klubu i sekretariatem, a także część dla zawodników, w której można wyodrębnić centrum medyczne, fizjoterapeutyczne, rehabilitacyjne, ćwiczeniowe, saunę, szatnie, basen i magazyn oraz znajdujące się na pierwszym piętrze pokoje dla zawodników.
Jedna część rejonu treningowego nazywa się Campo Testaccio (na cześć jednego z dawnych stadionów klubu) i zawiera ona dwa boiska oraz miejsce treningu bramkarzy z drużyny młodzieżowej. W obozie leży też boisko główne, na którym trenuje młodzieżowa drużyna Primavera.

## AS Roma jako spółka akcyjna
W 1999 roku, gdy funkcję prezesa klubu sprawował Franco Sensi Romę przekształcono w spółkę akcyjną. Obecnie 64,3% należy do Compagnia Italpetroli SpA (holding rodziny Sensich), 2,7% do ABN AMRO Holding NV, 2,5% do Danilo Coppoli i 30,4% do innych współakcjonariuszy. Obok Lazio i Juventusu Roma jest jedynym klubem notowanym na Borsa Italiana (włoskiej giełdzie papierów wartościowych).

## Prezesi klubu
Zespołem Romy kierowało wielu prezesów. Niektórzy byli właścicielami klubu, a niektórzy tylko prezesami honorowymi. Obecnie funkcję prezesa pełni Rosella Sensi, która przejęła władzę po śmierci Franco Sensiego, swojego ojca.
| Lp. | Imię i nazwisko                      | Okres urzędowania | Okres urzędowania |
| --- | ------------------------------------ | ----------------- | ----------------- |
| 1.  | Italo Foschi                         | 1927              | 1928              |
| 2.  | Renato Sacerdoti                     | 1928              | 1934              |
| 3.  | Vittorio Scialoja                    | 1934              | 1936              |
| 4.  | Igino Bettini                        | 1936              | 1941              |
| 5.  | Edgardo Bazzini                      | 1941              | 1943              |
| 6.  | Pietro Baldassarre                   | 1943              | 1949              |
| 7.  | Pier Carlo Restagno                  | 1949              | 1952              |
| 8.  | Romolo Vaselli                       | 1952              | 1952              |
| 9.  | Pier Carlo Restagno Renato Sacerdoti | 1952              | 1953              |
| 10. | Renato Sacerdoti                     | 1953              | 1958              |
| 11. | Anacleto Gianni                      | 1958              | 1962              |
| 12. | Francesco Marini-Dettina             | 1962              | 1965              |
| 13. | Franco Evangelisti                   | 1965              | 1968              |
| 14. | Francesco Ranucci                    | 1968              | 1969              |
| 15. | Alvaro Marchini                      | 1969              | 1971              |
| 16. | Gaetano Anzalone                     | 1971              | 1979              |
| 17. | Dino Viola                           | 1979              | 1991              |
| 18. | Flora Viola                          | 1991              | 1991              |
| 19. | Giuseppe Ciarrapico                  | 1991              | 1993              |

| Lp. | Imię i nazwisko                           | Okres urzędowania | Okres urzędowania |
| --- | ----------------------------------------- | ----------------- | ----------------- |
| 20. | Franco Sensi Pietro Mezzaroma             | 1993              | 1993              |
| 21. | Franco Sensi                              | 1993              | 2008              |
| 22. | Rosella Sensi (wcześniej prezes honorowy) | 2008              | 2011              |
| 23. | Roberto Cappelli                          | 2011              | 2011              |
| 24. | Thomas R. DiBenedetto                     | 2011              | 2012              |
| 25. | James Pallotta                            | 2012              | obecnie           |

### Władze klubu
- Prezydent: James Joseph Pallotta
- Rada dyrektorów
  - Wiceprezydenci: Joe Tacopina, Roberto Cappelli
  - Dyrektor wykonawczy: Italo Zanzi
  - Dyrektor generalny: Mauro Baldissoni
  - Dyrektor sportowy: Walter Sabatini
  - Dyrektor finansowy: Claudio Fenucci
  - Dyrektor organizacyjny: Antonino Tempestilli
  - Menadżer drużyny: Salvatore Scaglia
- Rada nadzorcza
  - Prezes Rady Nadzorczej: Marco Lacchini
  - Pozostali członkowie: Alberto Dello Strologo, Giorgio Palasciano, Guerrino Cavicchia, Francesco Spanó

## Sponsorzy klubu

### Główni sponsorzy klubu
Pogrubioną czcionką obecny sponsor
- Barilla – producent makaronu (główny sponsor od sezonu 1981/82 do 1993/94)
- Nuova Tirrena – przedsiębiorstwo ubezpieczeniowe (1994/95)
- INA Assitalia – przedsiębiorstwo ubezpieczeniowe (od sezonu 1995/96 do sezonu 2001/02)
- Stream – telewizja satelitarna (w meczach Pucharu Włoch w sezonie 1999/2000)
- Mazda – producent samochodów (od sezonu 2002/03 do 2004/05)
- Acqua Fiuggi – producent wody mineralnej (tylko podczas meczu Roma-Juventus 19 listopada 2005)
- Banca Italease – bank (w sezonie 2005/06)
- Festa del Cinema di Roma – kino (tylko podczas meczu Reggina-Roma 15 października 2006)
- Pepsi Collection – producent napojów (tylko podczas meczu Roma-Milan 31 marca 2007)
- Wind – przedsiębiorstwo telekomunikacyjne (od 1 lipca 2007 do 30 czerwca 2009 z opcją przedłużenia na kolejny sezon)
- Roma Cares – fundacja
- Qatar Airways – katarskie narodowe linie lotnicze (od 24 kwietnia 2018 do końca sezonu 2020-21)

### Techniczni sponsorzy klubu
Pogrubioną czcionką obecny sponsor
- Lacoste – w kilku meczach sezonu 1970/1971
- Adidas – w sezonie 1977/1978 oraz od 1991/1992 do sezonu 1993/1994
- Pouchain – w sezonie 1979/1980
- Playground – w sezonach 1980/1981 i 1981/1982
- Patrick – w sezonie 1982/1983 i częściowo w 1983/1984
- Kappa – od sezonu 1983/1984 do 1985/1986, od sezonu 2000/2001 do 2002/2003 i od sezonu 2007/2008 do 2012/2013
- NR – od sezonu 1986/1987 do sezonu 1990/1991
- ASICS – od sezonu 1994/1995 do sezonu 1996/1997
- Diadora – od sezonu 1997/1998 do sezonu 1999/2000 i od sezonu 2003/2004 do 2006/2007
- Alibaba.com – w sezonie 2013/2014
- Nike – od sezonu 2014/2015 do sezonu 2020/2021
- New Balance – od sezonu 2021/2022